# Österreich 2015
Dieser Artikel listet Ereignisse des Jahres 2015 in Österreich.

## Allgemein

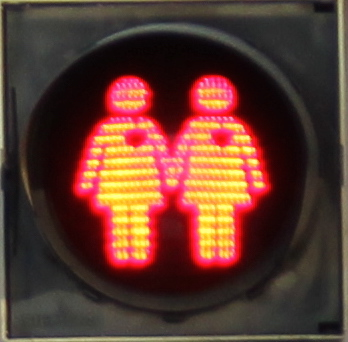
Gleichgeschlechtliches Ampelpärchen ab Mai in Wien

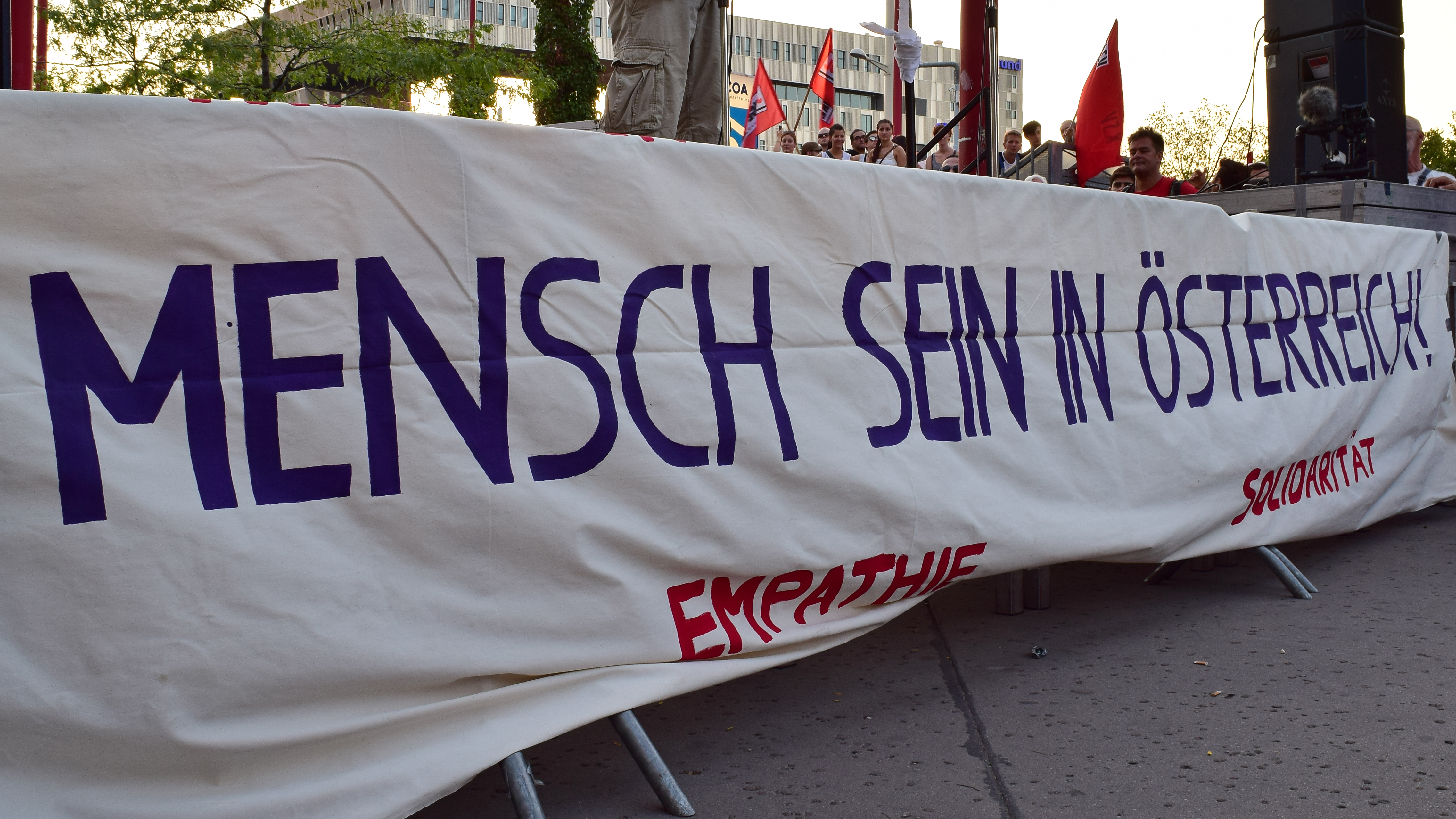
Demonstration Mensch sein in Österreich am 31. August 2015 in Wien

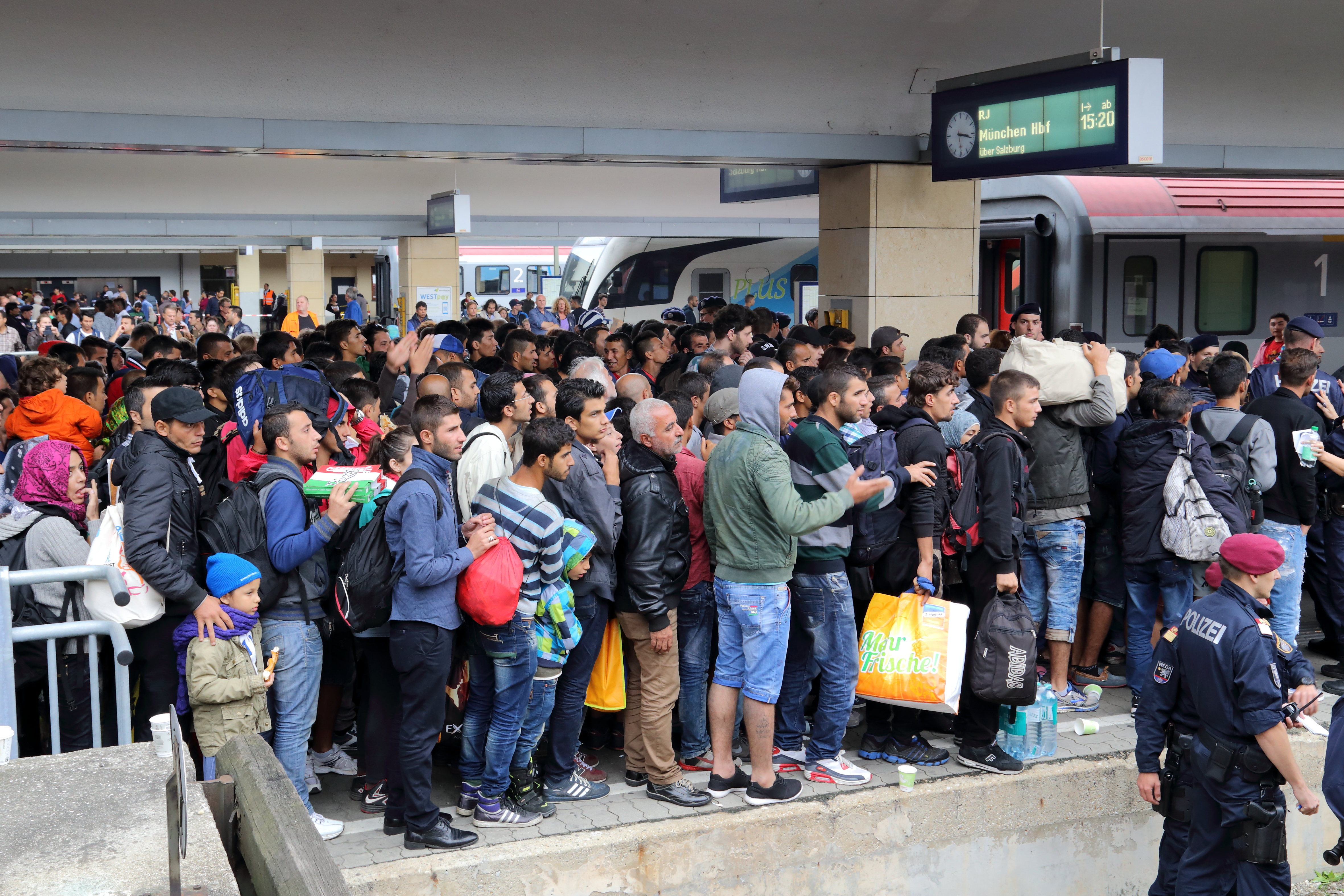
Migranten am Wiener Westbahnhof am 5. September 2015, die zu Tausenden Richtung Deutschland weiterreisen

- 12. Jänner: Entwarnung im HCB-Skandal im Görtschitztal, nur bei Fleisch und Milch sind erhöhte Werte nachweisbar
- 12. Februar: Der 59. Wiener Opernball wird von Olga Bezsmertna, Aida Garifullina und Carlos Álvarez eröffnet
- 21. Februar: Brückeneinsturz von Frohnleiten
- 19. März: Baubeginn für den Haupttunnel des Brennerbasistunnels. Das Projekt soll 2026 fertiggestellt werden, die Kosten werden auf rund 8,5 Mrd. Euro geschätzt. Mit einer Länge von 64 Kilometern soll diese die längste unterirdische Eisenbahnverbindung der Welt sein. Die Kosten werden zu je 30 Prozent von Österreich und Italien getragen, 40 Prozent werden von der EU finanziert.[1]
- 13. April: Wilhelm Krautwaschl wird vom Vatikan zum Nachfolger von Egon Kapellari als Bischof von Graz ernannt, Werner Freistetter wird neuer Militärbischof[2][3]
- 17. April: Das Literaturmuseum der Österreichischen Nationalbibliothek wird eröffnet[4][5]
- 21. April: Beim Landesgericht für Strafsachen Wien wird ein Mahnmal für über 1200 Opfer der Justiz des nationalsozialistischen Regimes enthüllt[6]
- 25. April: Europameisterschaften im Straßenbahnfahren in Wien[7]
- 11. Mai: Anlässlich des Life Balls, des Eurovision Song Contests und der Regenbogenparade wurden in Wien Ampelpärchen installiert.
- 16. Mai: Der Life Ball findet zum 23. Mal in Wien statt
- 29. Mai: Die zum elften Mal stattfindende Lange Nacht der Kirchen wird von über 350.000 Menschen besucht.[8]
- 8. Juni: Claudia Rapp vom Institut für Byzantinistik und Neogräzistik der Universität Wien wird mit dem mit 1,5 Millionen Euro dotierten Wittgenstein-Preis ausgezeichnet[9]
- 10. bis 14. Juni: Bilderberg-Konferenz in Telfs in Tirol, aus Österreich nehmen unter anderem Heinz Fischer, René Benko, Oscar Bronner, Gerhard Roiss, Erich Hampel, Karl Sevelda, Rudolf Scholten und Alfred Gusenbauer teil[10][11]
- 20. Juni: Amokfahrt von Graz 2015
- 20. Juni: In Wien findet zum 20. Mal die Regenbogenparade statt
- Juni–August: Hitzewelle in Europa 2015
- 1. bis 5. Juli: Ingeborg-Bachmann-Preis 2015 in Klagenfurt
- 14. Juli: Unterzeichnung des Wiener Abkommens über das iranische Atomprogramm
- 23. Juli: Nach 26-jähriger Planungsphase beginnen nun endgültig die eigentlichen Bauarbeiten für den Semmering-Basistunnel. Der 27,3 Kilometer lange Tunnel soll bis 2025 fertiggestellt werden.[12]
- 31. Juli: Die Österreichische Nationalbibliothek veröffentlicht bisher verloren geglaubte Abschiedsbriefe von Mary Vetsera.[13]
- 11. bis 16. August: Bei der Berufs-WM WorldSkills in São Paulo holt Österreich insgesamt acht Medaillen, davon fünf Mal Gold, zwei Mal Silber und ein Mal Bronze.[14]
- 12. August: Beim österreichischen Lotto wurde der bisher höchste Einzelgewinn in der Höhe von 9,6 Mio. Euro erzielt.[15]
- 12. August: In der Dachkuppel des Palais Fanto bricht ein Feuer aus. Durch das Löschwasser werden die Räumlichkeiten des in dem Palais untergebrachten Arnold Schönberg Centers beschädigt. Die Ausstellungsräume und die Bibliothek werden zwecks Sanierung vorübergehend geschlossen.[16]
- 19. August bis 4. September: 70 Jahre Forum Alpbach – Das Europäische Forum Alpbach 2015 findet unter dem Motto „UnGleichheit“ statt
- 27. August: Flüchtlingstragödie bei Parndorf
- 31. August: An der in Wien stattfindenden Demonstration Mensch sein in Österreich für eine Änderung der Flüchtlingspolitik in Europa nehmen über 20.000 Personen teil
- 5. September: An diesem Tag wanderten illegal, jedoch von der Staatsgewalt toleriert, rund 9.000 Menschen[17] aus dem asiatischen Raum von Ungarn nach Österreich ein, wobei die meisten über den Westbahnhof Richtung Deutschland weiterreisten. Insgesamt kamen an diesem Wochenende etwa 16.000 Flüchtlinge von Ungarn über die österreichische Grenze, 15.000 reisten weiter nach Deutschland, 730 stellten Asylanträge in Österreich.[18][19] Siehe auch Flüchtlingskrise in Europa 2015

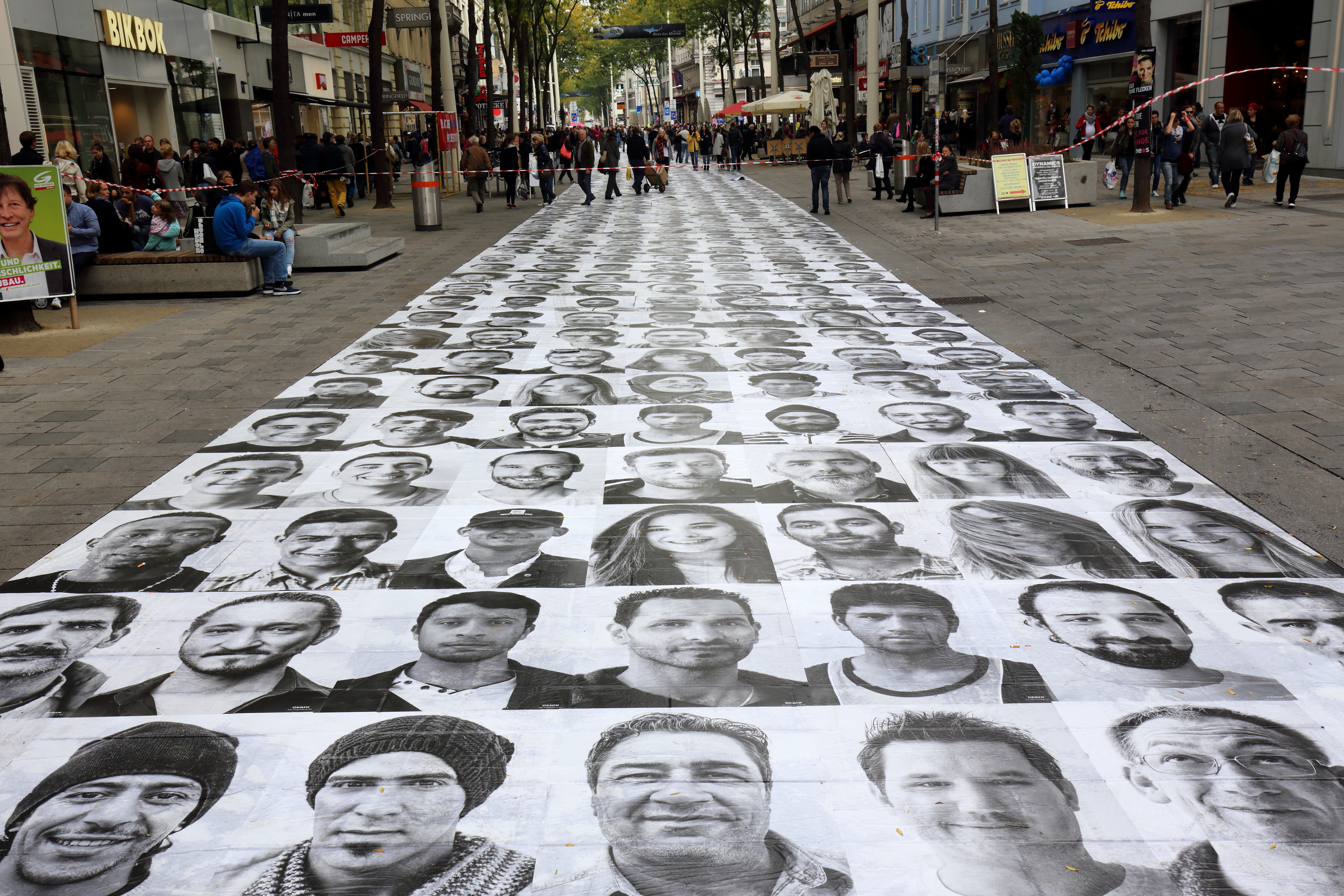
Flüchtlingsporträts auf der Mariahilfer Straße als Teil der Demonstration „Flüchtlinge Willkommen!“ am 3. Oktober 2015

- 3. Oktober: Weltmeisterschaft der Bartträger in Leogang[20]
- 3. Oktober: 16. Lange Nacht der Museen
- 3. Oktober: Demonstration „Flüchtlinge Willkommen!“ in Wien mit 20.000 (lt. Polizei) und 60.000 Teilnehmer (lt. Veranstalter).[21] Als Teil der Demonstration wurde die Mariahilfer Straße auf einer Länge von rund 300 Metern mit 2.100 Plakaten, die Flüchtlinge und Helfer zeigen, beklebt.[22] In Anschluss der Demonstration beziehungsweise am Abend fand ein Solidaritätskonzert für Flüchtlinge unter dem Motto „Voices for Refugees“ am Heldenplatz mit rund 15 heimischen und internationalen Künstlern[23] sowie über 100.000 Besuchern bei freiem Eintritt statt.[24]
- 6. Oktober: In der Rechtssache C-362/14 – Maximilian Schrems/Data Protection Commissioner – erklärt der Europäische Gerichtshof die Safe-Harbor-Entscheidung der EU-Kommission für ungültig.[25]
- 23. Oktober: Verleihung der Auszeichnung Österreicher des Jahres 2015
- 24. Oktober: Heinz Lederleitner wurde zum neuen Bischof der altkatholischen Kirche Österreichs gewählt.[26]
- 25. Oktober: Verleihung der Big Brother Awards im Wiener Rabenhof Theater[27]
- 8. November: Das Dampfkraftwerk Voitsberg sollte von Fachleuten des Österreichischen Bundesheeres gesprengt werden. Für das Bundesheer war es die größte Bauwerkssprengung in der Zweiten Republik, für das 15.400-Tonnen-Bauwerk wurden 666 Kilogramm Sprengstoff verwendet.[28] Die Sprengung ging schief, der Turm an der Seite des Gebäudes wurde gesprengt, der Hauptteil blieb jedoch stehen.[29]
- 9. November: Verleihung des Österreichischen Klimaschutzpreises 2015
- 17. November: Die Bundeswettbewerbsbehörde genehmigt die Fusion des Wiener Grünen Kreuz mit dem Roten Kreuz[30]
- 18. November: Der Vatikan ernennt Manfred Scheuer zum neuen Bischof von Linz[31]
- 30. November: Die Lebensmittelkette Zielpunkt meldet Insolvenz an, 2.700 Mitarbeiter sind betroffen[32]
- 3. Dezember: Willkommenskultur wird zum Österreichischen Wort des Jahres 2015 gewählt[33]
- 9. Dezember: Die elektronische Gesundheitsakte (ELGA) startet in steirischen Landeskrankenhäusern, Ordensspitälern und geriatrischen Zentren sowie in fünf Abteilungen des Krankenhauses in Wien-Hietzing.[34]
- 5. Dezember: Miss Earth Weltfinale in der Marx-Halle in Wien
- 13. Dezember: Vollbetriebsaufnahme des Wiener Hauptbahnhofs mit Fahrplanwechsel

## Politik
- 1. Jänner: Die Steiermärkische Gemeindestrukturreform tritt in Kraft. Aus 542 werden 287 Gemeinden, nur 157 Gemeinden bleiben unverändert
- 24. Februar: Der Nationalrat beschließt die Umwandlung der Österreichischen Industrieholding (ÖIAG) in die Österreichische Bundes- und Industriebeteiligungen GmbH (ÖBIB)
- 25. Februar: Das Parlament verabschiedet eine Neufassung des Islamgesetzes
- 26. Februar: Beginn des parlamentarischen Hypo-Untersuchungsausschusses. Dies ist der 22. Untersuchungsausschuss der Zweiten Republik und der erste, der von der Opposition eingesetzt wurde, nachdem dies erst seit 2015 möglich war.
- 6. März: Der Kunstrückgabebeirat der Republik spricht sich gegen eine Rückgabe von Gustav Klimts Beethovenfries an die Erben des ursprünglichen Besitzers aus. Kanzleramtsminister Josef Ostermayer erklärt dieser Empfehlung folgen zu wollen.[35]
- 26. Mai: Das Bundesverwaltungsgericht (BVwG) weist mehrere Beschwerden gegen den Bau des Semmering-Basistunnels ab. Den Tunnelgegnern bleibt damit nur noch der Gang vor den Verwaltungs- beziehungsweise Verfassungsgerichtshof, welcher jedoch keine aufschiebende Wirkung mehr hat.[36]
- 3. Juni: Wechsel der beiden Abgeordneten des Team Stronach, Georg Vetter und Marcus Franz, in den Parlamentsklub der ÖVP.[37]
- 8. Juni: Präsentation der Landesregierung Niessl IV, der bisherige SPÖ-Bundesgeschäftsführer und frühere Verteidigungsminister Norbert Darabos wird Landesrat für Soziales und Gesundheit[38]
- 10. Juni: Der steirische Landeshauptmann Franz Voves gibt seinen Rücktritt bekannt, Präsentation der Landesregierung Schützenhöfer I
- 24. Juni bis 1. Juli: Eintragungswoche für das Volksbegehren EU-Austritt[39] 261.159 Österreicher haben das Volksbegehren unterzeichnet, damit rangiert es auf Rang 23 der bisher 38 Volksbegehren.[40]
- 6. Juli: Österreich bringt beim Europäischen Gericht eine Klage gegen die Genehmigung staatlicher Beihilfen für den Bau des britischen Kernkraftwerkes Hinkley Point C ein.[41]
- 8. Juli: Der österreichische Nationalrat beschließt ein generelles Rauchverbot für die Gastronomie ab Mai 2018.[42][43]

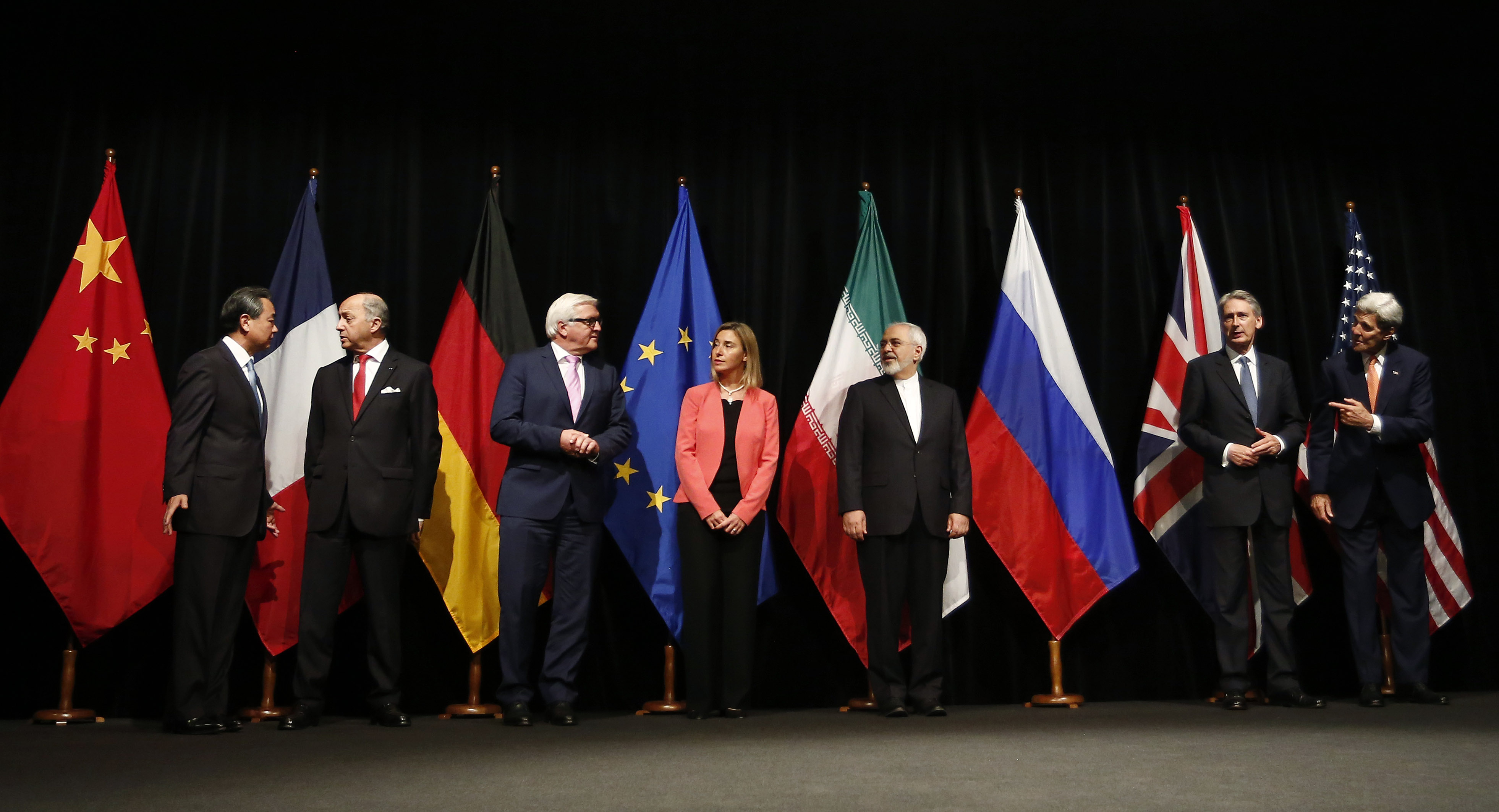
Abschluss der Verhandlungen zum Iranischen Atomprogramm in Wien am 14. Juli 2015

- 14. Juli: Nach 13 Jahre andauerndem Atomstreit mit dem Iran kommt es nach dreiwöchigen Verhandlungen im Wiener Palais Coburg zu einer Einigung mit der EU, den fünf UNO-Vetomächten sowie Deutschland[44]
- 28. Juli: Der Verfassungsgerichtshof hebt das Sondergesetz zur Sanierung der Hypo Alpe Adria und den damit verbundenen Schuldenschnitt für nachrangige Gläubiger aus dem Jahr 2014 auf.[45][46]
- 1. August: Wechsel der beiden Abgeordneten des Team Stronach, Kathrin Nachbaur und Rouven Ertlschweiger, in den Parlamentsklub der ÖVP.[47]
- 11. August: Die Abgeordnete Jessi Lintl verlässt das Team Stronach und bleibt als fraktionslose Abgeordnete im Nationalrat.[48]
- 14. August: Der Generalsekretär von Amnesty International Österreich Heinz Patzelt präsentiert die Endergebnisse zu den Untersuchungen zur Situation in der Bundesbetreuungsstelle Ost in Traiskirchen[49]
- 26. August: Die österreichische Bundesregierung bestellt Christian Konrad zum Flüchtlingskoordinator.[50][51]

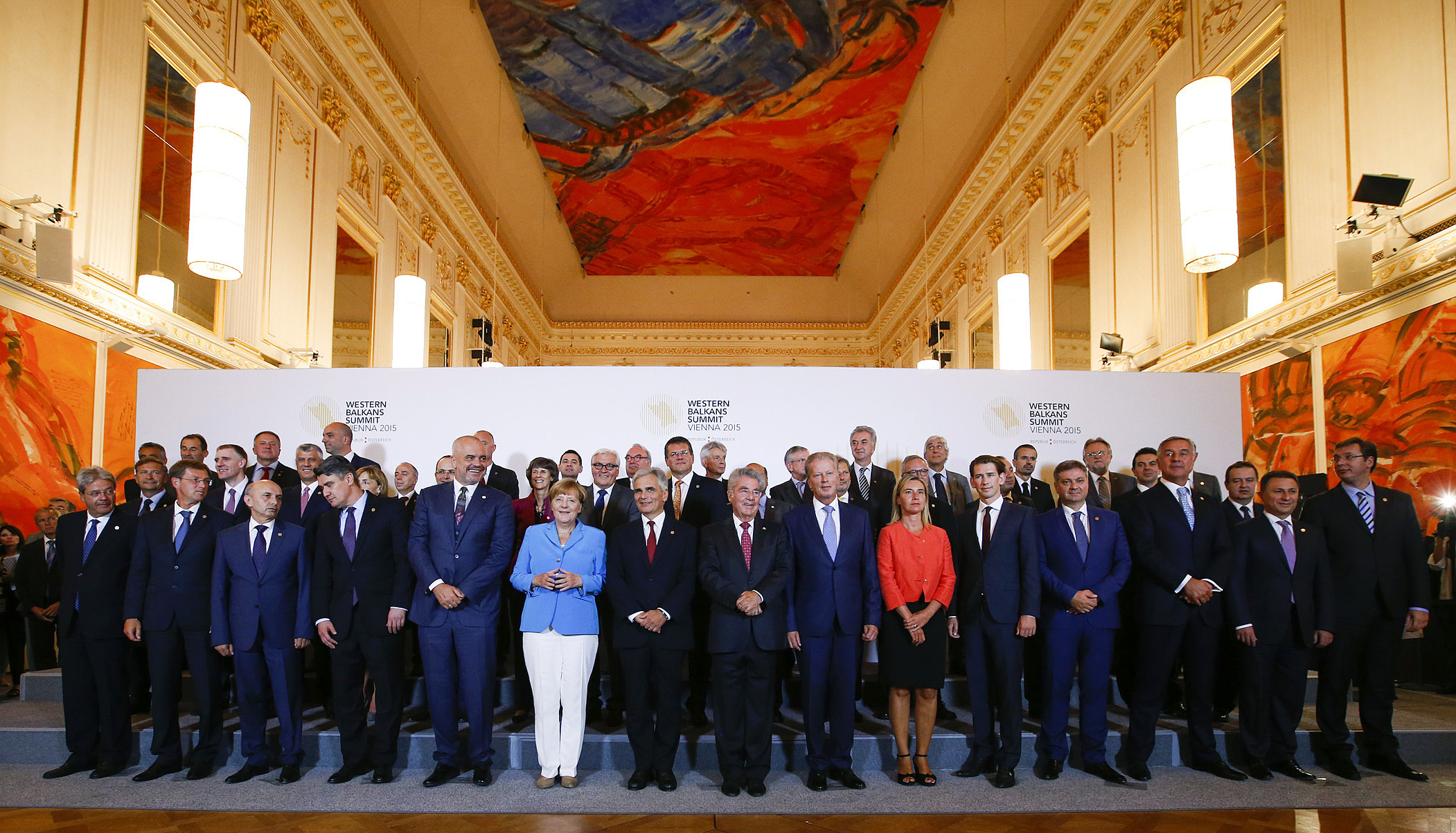
Westbalkan-Konferenz am 27. August 2015 in Wien

- 27. August: Westbalkan-Konferenz in Wien
- 1. September: Die ÖVP-Politikerin Ursula Stenzel gibt ihre Kandidatur für die FPÖ bei der Landtags- und Gemeinderatswahl in Wien 2015 bekannt.[52][53]
- 10. September: Der niederösterreichische Landeshauptmann Erwin Pröll gibt bekannt, dass der Bezirk Wien-Umgebung aufgelöst werden soll und die Gemeinden in die angrenzenden Bezirke aufgeteilt werden sollen.[54]
- 14. September: Nach Deutschland führt auch Österreich temporäre Grenzkontrollen ein[55]
- 23. September: Der österreichische Nationalrat beschließt ein Durchgriffsrecht bei der Schaffung von Unterkünften für Flüchtlinge[56]
- 22. Oktober: Präsentation der Landesregierung Pühringer V

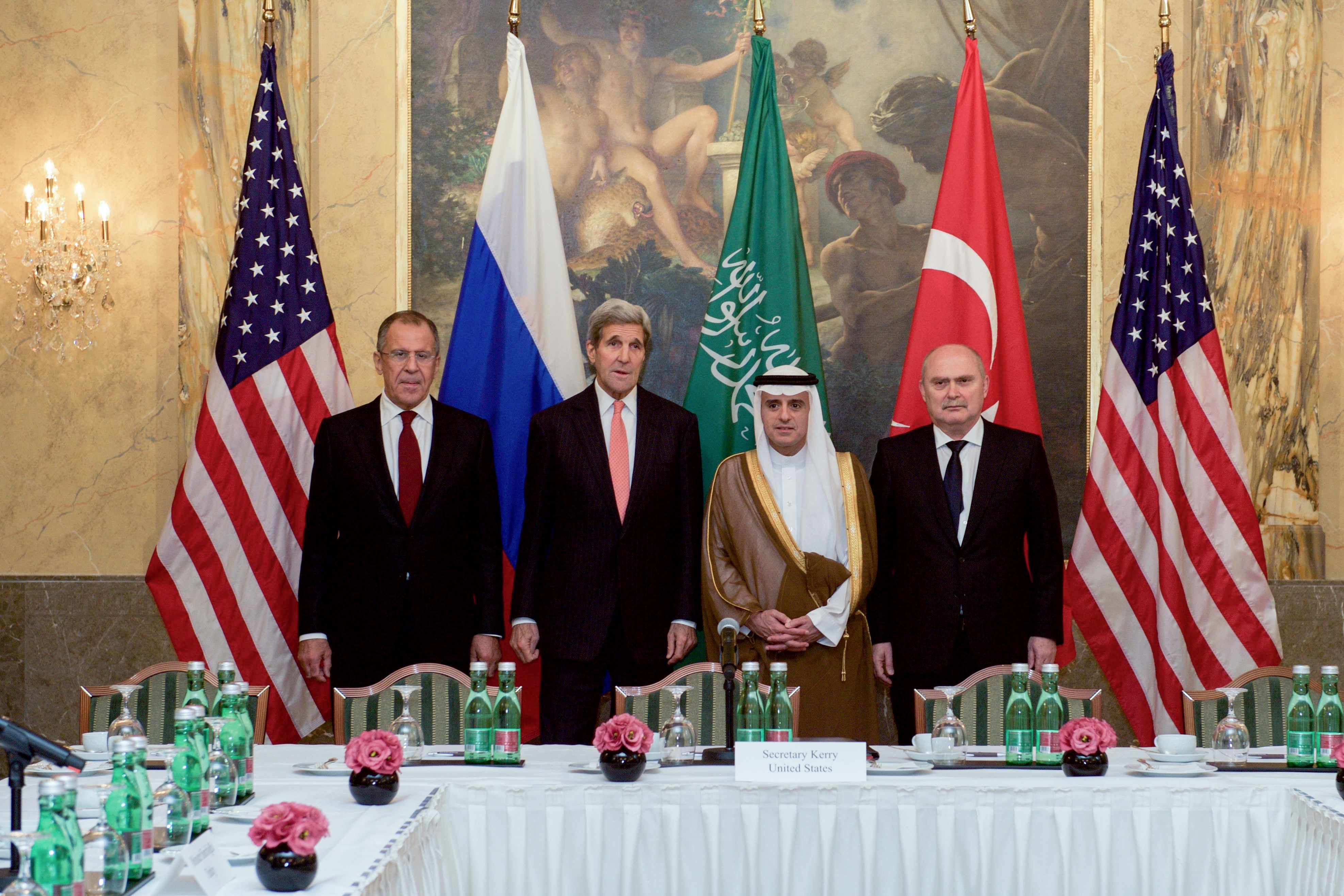
Syrien-Gipfel in Wien im Oktober 2015

- 23. Oktober: In Wien findet ein Syrien-Gipfel unter anderem mit US-Außenminister John Kerry, Russlands Chefdiplomat Sergei Lawrow und Saudi-Arabiens Außenminister Adel al-Dschabir statt.[57]
- 30. Oktober: Erste Syrien-Konferenz in Wien mit Vertretern von 17 Staaten, der EU und der UNO[58][59]
- 29. Oktober: Der Kärntner Landtag fasst einen Grundsatzbeschluss für eine Verfassungsreform und die Abschaffung des Proporzes.[60]
- 2. November: Die Nationalratsabgeordnete Susanne Winter wird aus der FPÖ ausgeschlossen, möchte jedoch als fraktionslose Abgeordnete im Nationalrat bleiben[61][62]
- 3. November: Der Ministerrat beschließt eine Auflösung der Finanzmarktbeteiligung Aktiengesellschaft (FIMBAG) mit 30. Juni 2016[63]
- 14. November: Zweite Syrien-Konferenz in Wien mit Vertretern von 17 Staaten, der EU und der UNO[64]
- 14. November: In Wien einigen sich SPÖ und Grüne auf einen neuen Koalitionspakt (Landesregierung und Stadtsenat Häupl VI).[65]
- 17. November: Die Regierung gibt die geplante Einrichtung von neun Bildungsdirektionen in den Bundesländern bekannt.[66]
- 29. November: Die beiden Regierungsparteien SPÖ und ÖVP einigen sich auf das Staatsschutzgesetz[67]
- 3. Dezember: Der Verwaltungsgerichtshof hebt die Bewilligung zum Bau des Semmering-Basistunnels nach dem niederösterreichischen Naturschutzgesetz wieder auf.[68]

## Wahltermine
- 25. Jänner: Gemeinderatswahlen in Niederösterreich 2015
  - Politische Verhältnisse nach den Gemeinderatswahlen in Niederösterreich 2015
- 25. Jänner: Landwirtschaftskammerwahl in Oberösterreich[69]
- 23. bis 26. Februar: Wirtschaftskammerwahl 2015
- 1. März: Gemeinderats- und Bürgermeisterwahlen in Kärnten 2015
  - Gewählte Bürgermeister in Kärnten 2015
  - Politische Verhältnisse nach den Gemeinderatswahlen in Kärnten 2015
- 1. März: Landwirtschaftskammerwahl in Niederösterreich[70]
- 15. März: Gemeindevertretungs- und Bürgermeisterwahlen in Vorarlberg 2015
- 22. März: Gemeinderatswahlen in der Steiermark 2015
- 19.–21. Mai: ÖH-Wahlen[71]
- 31. Mai: Landtagswahl im Burgenland 2015
  - Landesregierung Niessl IV
- 31. Mai: Landtagswahl in der Steiermark 2015
  - Landesregierung Schützenhöfer I
- 27. September: Landtagswahl in Oberösterreich 2015 und Gemeinderats- und Bürgermeisterwahlen in Oberösterreich 2015
  - Landesregierung Pühringer V
- 11. Oktober: Landtags- und Gemeinderatswahl in Wien 2015 und Bezirksvertretungswahl in Wien 2015
  - Landesregierung und Stadtsenat Häupl VI

## Sport

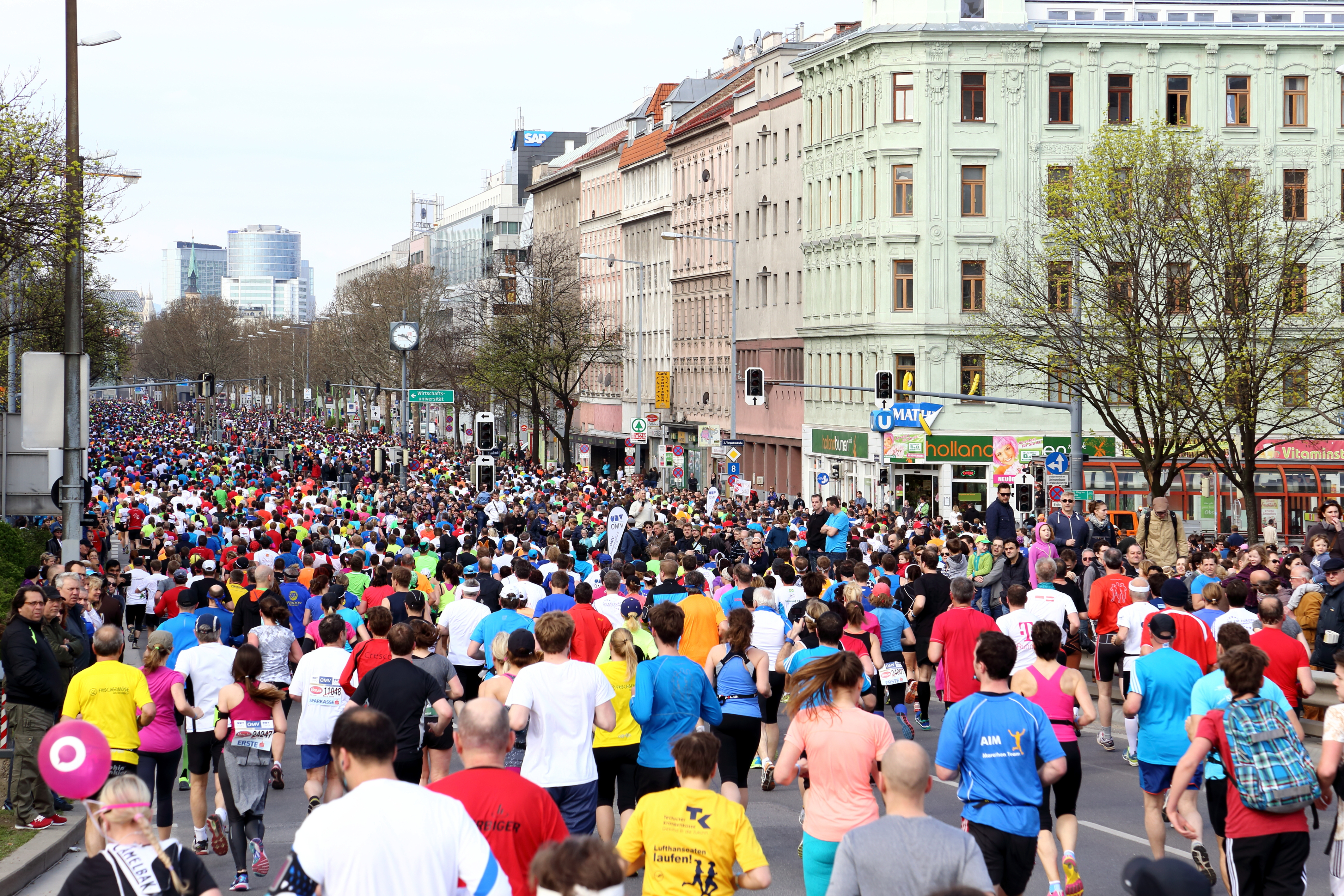
Vienna City Marathon: Größte österreichische Sportveranstaltung mit aktiven Teilnehmern

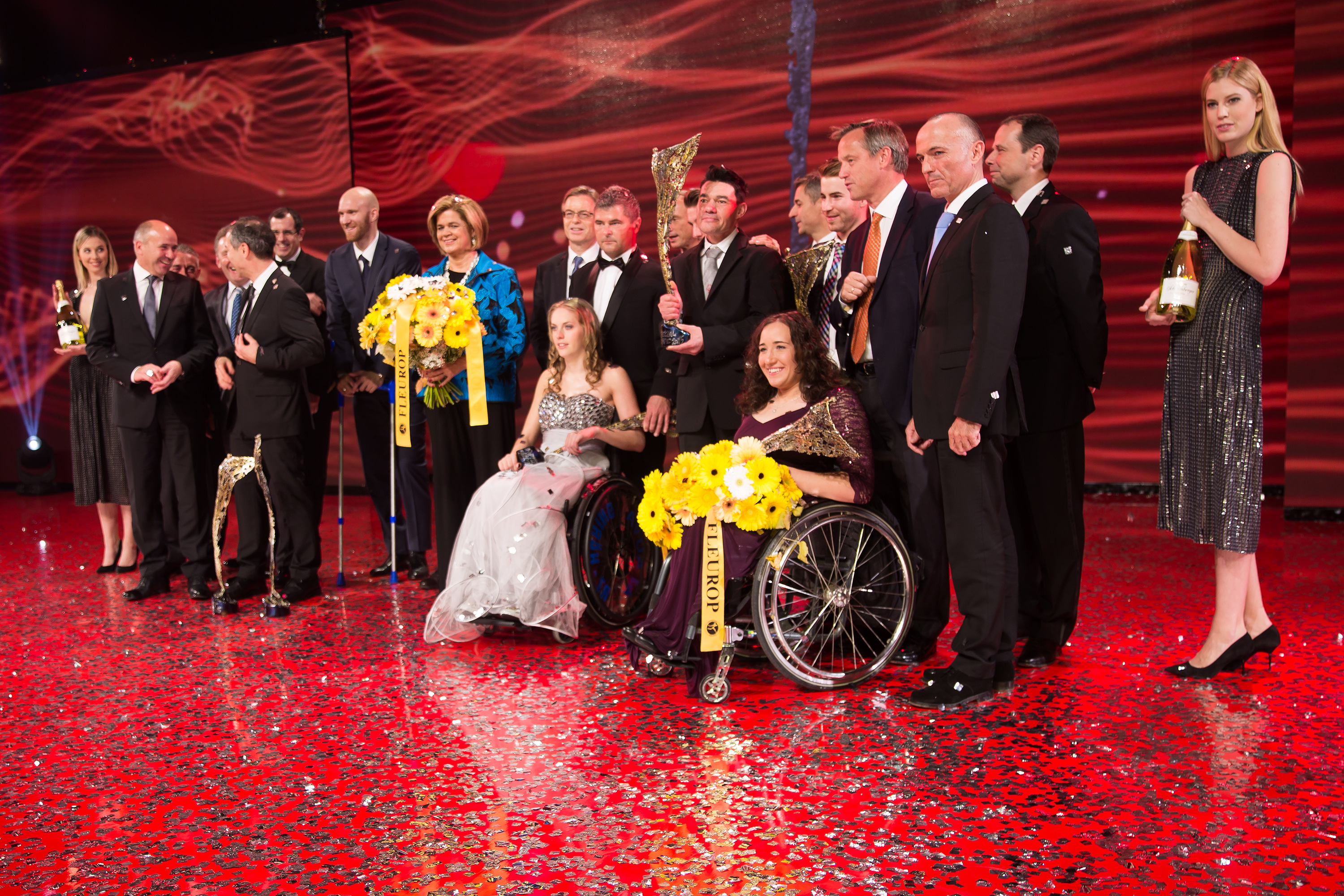
Die Sportler des Jahres 2015

- 27. Dezember 2014 bis 6. Jänner: Bei der 63. Vierschanzentournee wird Stefan Kraft Gesamtsieger
- 15.–25. Jänner: Bei den 11. FIS-Snowboard-Weltmeisterschaften am Kreischberg holt Österreich fünf Medaillen
- 17. und 18. Jänner sowie 20. und 21. März: Österreichische Meisterschaften im Skilanglauf 2015
- 25. bis 30. Jänner: Europäisches Olympisches Winter-Jugendfestival 2015 in Vorarlberg und Liechtenstein
- 30. Jänner bis 1. Februar: Österreichische Badmintonmeisterschaft 2015 in Linz
- 2.–15. Februar: Bei den Alpinen Skiweltmeisterschaften 2015 in Beaver Creek holt der ÖSV neun Medaillen
- 18.–21. Februar: Austrian International 2015 in Wien
- 18. Februar–1. März: Bei den Nordischen Skiweltmeisterschaften 2015 holt Österreich fünf Medaillen
- 21. März: Marcel Hirscher wird als erster alpiner Rennläufer zum vierten Mal in Folge Weltcup-Gesamtsieger
- 22. März: Anna Fenninger gewinnt zum zweiten Mal den Gesamtweltcup
- 8. bis 12. April: Bei der Tischfußball-Weltmeisterschaft in Turin holt Österreich acht Medaillen[72]
- 12. April: 32. Vienna City Marathon: An der größten Sportveranstaltung Österreichs mit aktiven Teilnehmern nahmen 42.742 Läuferinnen und Läufer aus 129 Nationen teil, das einen neuen Rekord darstellt.[73]
- 14. April: Saisonende der Österreichischen Eishockey-Liga 2014/15
- 18. April: Start der Baseball-Bundesliga Saison 2015
- 17. Mai: Ironman 70.3 Austria
- 23. Mai: Dominic Thiem gewinnt das ATP-Tennisturnier in Nizza
- 31. Mai: In Wien findet zum 28. Mal der Österreichische Frauenlauf statt. Mit rund 33.000 Sportlerinnen ist dies die zweitgrößte Laufveranstaltung Österreichs.[74]
- 13. Juni: Die Vorarlberger Karate-Europameisterin Bettina Plank holt mit Silber bei den ersten Europaspielen der Geschichte die erste österreichische Medaille.[75]
- 21. Juni: Großer Preis von Österreich 2015
- 26. bis 28. Juni: Wildwasserrennsport-Weltmeisterschaften 2015 in Wien
- 28. Juni: Bei den Europaspielen 2015 erringen österreichische Athleten insgesamt 13 Medaillen, davon zwei Mal Gold, sieben Mal Silber und vier Mal Bronze
  - Europaspiele 2015/Teilnehmer (Österreich)
- 3. und 4. Juli: Faustball-Europacup der Männer 2015 in Linz
- 4. bis 12. Juli: Österreich-Rundfahrt 2015 – Stefan Denifl wird bester Österreicher, Felix Großschartner gewinnt die Bergwertung
- 5. Juli: Der Golfer Bernd Wiesberger gewinnt die Open de France[76]
- 17. bis 19. Juli: U-21-Faustball-Europameisterschaft 2015 in Peilstein
- 19. bis 26. Juli: Inline-Speedskating-Europameisterschaften 2015 in Wörgl und Innsbruck
- 19. bis 20. Juli: Nürnberger Gastein Ladies 2015 Qualifikationsrunden
- 20. bis 26. Juli: Nürnberger Gastein Ladies 2015
- 21. bis 28. Juli: Poolbillard-Jugendeuropameisterschaft 2015 in St. Johann im Pongau
- 26. Juli: Dominic Thiem gewinnt das ATP-Turnier von Umag[77]
- 28. Juli bis 2. August: Beachvolleyball-Europameisterschaft 2015 in Klagenfurt
- 30. Juli bis 1. August: Austrian Open 2015 in St. Johann im Pongau
- 2. August: Dominic Thiem gewinnt das ATP-Turnier von Gstaad
- 3. bis 8. August: Generali Open Kitzbühel 2015
- 8. bis 9. August: Österreichische Staatsmeisterschaften in der Leichtathletik 2015
- 23. August: Inline-Alpin-Junioreneuropameisterschaft 2015 in Bramberg am Wildkogel
- 15. bis 23. August: 19. Internationales Vienna Chess Open 2015 mit rund 700 Schachspielern aus aller Welt im Festsaal des Wiener Rathauses[78]
- September: Saisonbeginn der Österreichischen Eishockey-Liga 2015/16
- [79]
- 7. Juni: Tanz-Weltmeisterschaften 2015 – WM Professional Division Showdance Latein im Wiener Rathaus. Weltmeister wurden Kathrin Menzinger und Vadim Garbuzov[80]
- 1. September: Der Tiroler Daniel Federspiel wird bei den Mountainbike-Weltmeisterschaften 2015 in Andorra Weltmeister.[81]
- 4. bis 6. September: Austria-Triathlon
- 5. September: Trans Vorarlberg Triathlon

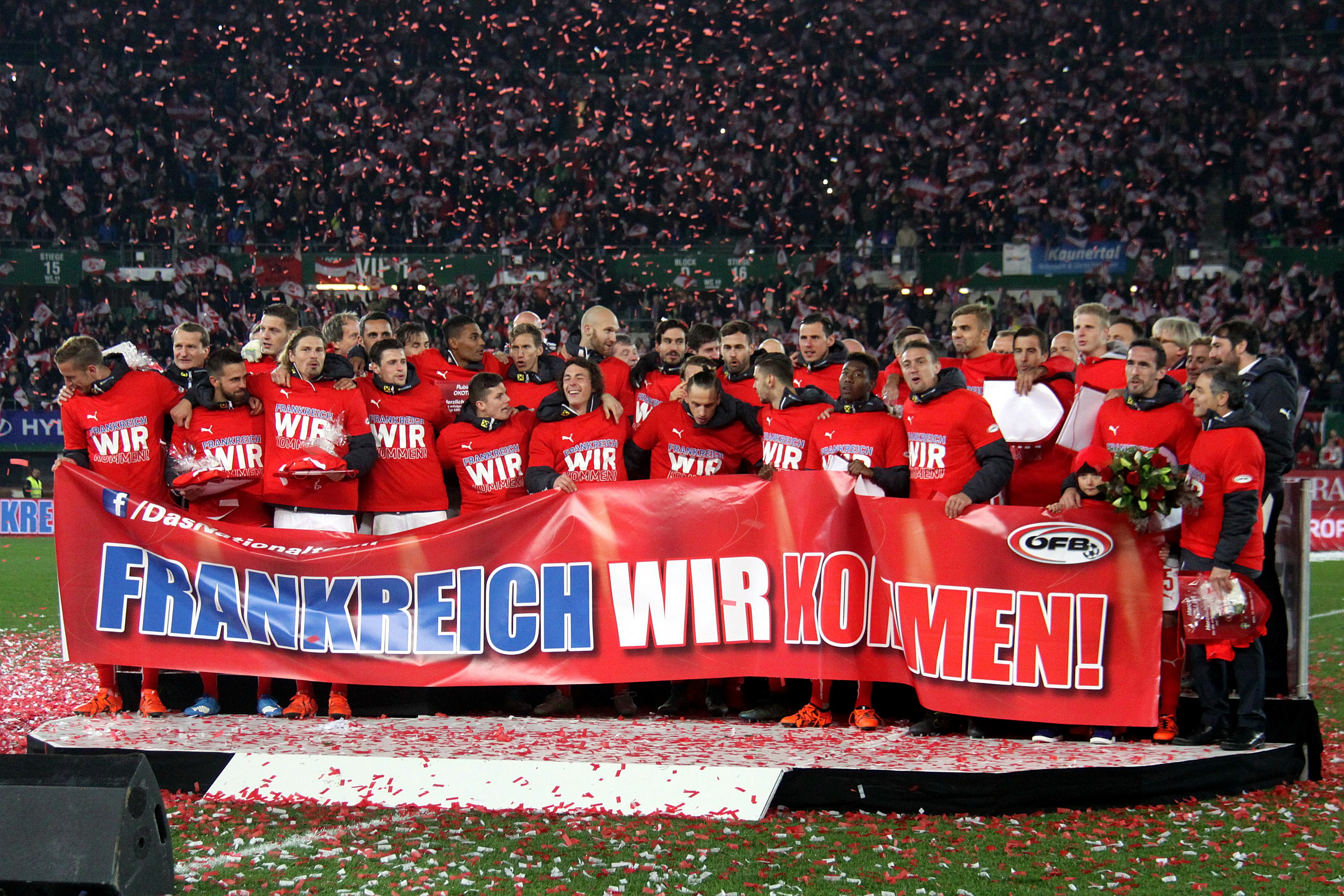
Die österreichische Fußballnationalmannschaft nach dem letzten Qualifikationsspiel für die Fußball-Europameisterschaft 2016 am 12. Oktober 2015

- 8. September: Die Österreichische Fußballnationalmannschaft qualifiziert sich mit einem 4:1-Sieg über Schweden für die Teilnahme an der Fußball-Europameisterschaft 2016 in Frankreich
- 29. September: Das Herren-Team des Österreichischen Tischtennisverbandes (ÖTTV) wird bei der Tischtennis-Europameisterschaft 2015 erstmals in der ÖTTV-Geschichte Europameister im Team-Bewerb.[82]
- 4. Oktober: Stefan Fegerl wird zusammen mit João Monteiro Europameister im Tischtennis-Doppel[83]
- 10. bis 18. Oktober: Generali Ladies Linz 2015/Qualifikation und Generali Ladies Linz 2015
- 19. bis 25. Oktober: Erste Bank Open 2015 in Wien
- 23. bis 26. Oktober: Österreichische Poolbillard-Meisterschaft 2015
- 29. Oktober: Lotterien-Gala Nacht des Sports und Auszeichnung der österreichischen Sportlerinnen und Sportler des Jahres im Austria Center Vienna[84]
- 21. November: Tanz-Weltmeisterschaften 2015 – WM Latein im Multiversum in Schwechat
- 22. November: Tanz-Weltmeisterschaften 2015 – WM Professional Division Showdance Standard im Multiversum in Schwechat. Weltmeister wurden Kathrin Menzinger und Vadim Garbuzov[85]
- 12. Dezember: Tanz-Weltmeisterschaften 2015 – WM Formation Latein in Wiener Neustadt
- 13. bis 19. Dezember: Eishockey-Weltmeisterschaft der U20-Junioren 2016 (Division I A) in Wien
- 26. und 27. Dezember: Österreichische Staatsmeisterschaften im Eisschnelllauf 2016 in der Olympiahalle Innsbruck
- 28. Dezember bis 6. Jänner 2016: Vierschanzentournee 2015/16

### Meisterschaften, Cups und Ligen
- Österreichische Fußballmeisterschaft 2014/15 und 2015/16
- Österreichische Fußball-Frauenmeisterschaft 2014/15 und 2015/16
- Österreichischer Fußball-Cup 2014/15 und 2015/16
- Österreichischer Frauen-Fußballcup 2014/15 und 2015/16
- Österreichische Handballmeisterschaft 2014/15 und 2015/16
- ÖHB-Cup 2014/15 und 2015/16
- ÖHB-Pokal der Frauen 2014/15 und 2015/16
- Schachbundesliga 2014/15 (Österreich) und 2015/16
- Schachbundesliga 2014/15 (Österreich, Frauen) und 2015/16
- Austrian Football League 2015
- Austrian Football League Division 1 2015
- Poolbillard-Bundesliga 2014/15 und 2015/16
- Österreichische Hockey-Bundesliga (Feld, Herren) 2015/16
- Österreichische Alpine Skimeisterschaften 2015
- Österreichische Handballmeisterschaft (Frauen) 2014/15 und 2015/16
- Dameneishockey-Bundesliga 2014/15 und 2015/16
- Admiral Basketball Bundesliga 2015/16
- Floorball-Bundesliga Österreich 2014/15 und 2015/16
- Österreichische Volleyball-Meisterschaft 2014/15 (Männer) und 2015/16
- Österreichische Volleyball-Meisterschaft 2014/15 (Frauen) und 2015/16
- Österreichischer Volleyball-Cup 2014/15 (Männer) und 2015/16
- Österreichischer Volleyball-Cup 2014/15 (Frauen) und 2015/16
- Österreichische Badminton-Bundesliga 2014/15 und 2015/16

## Musik

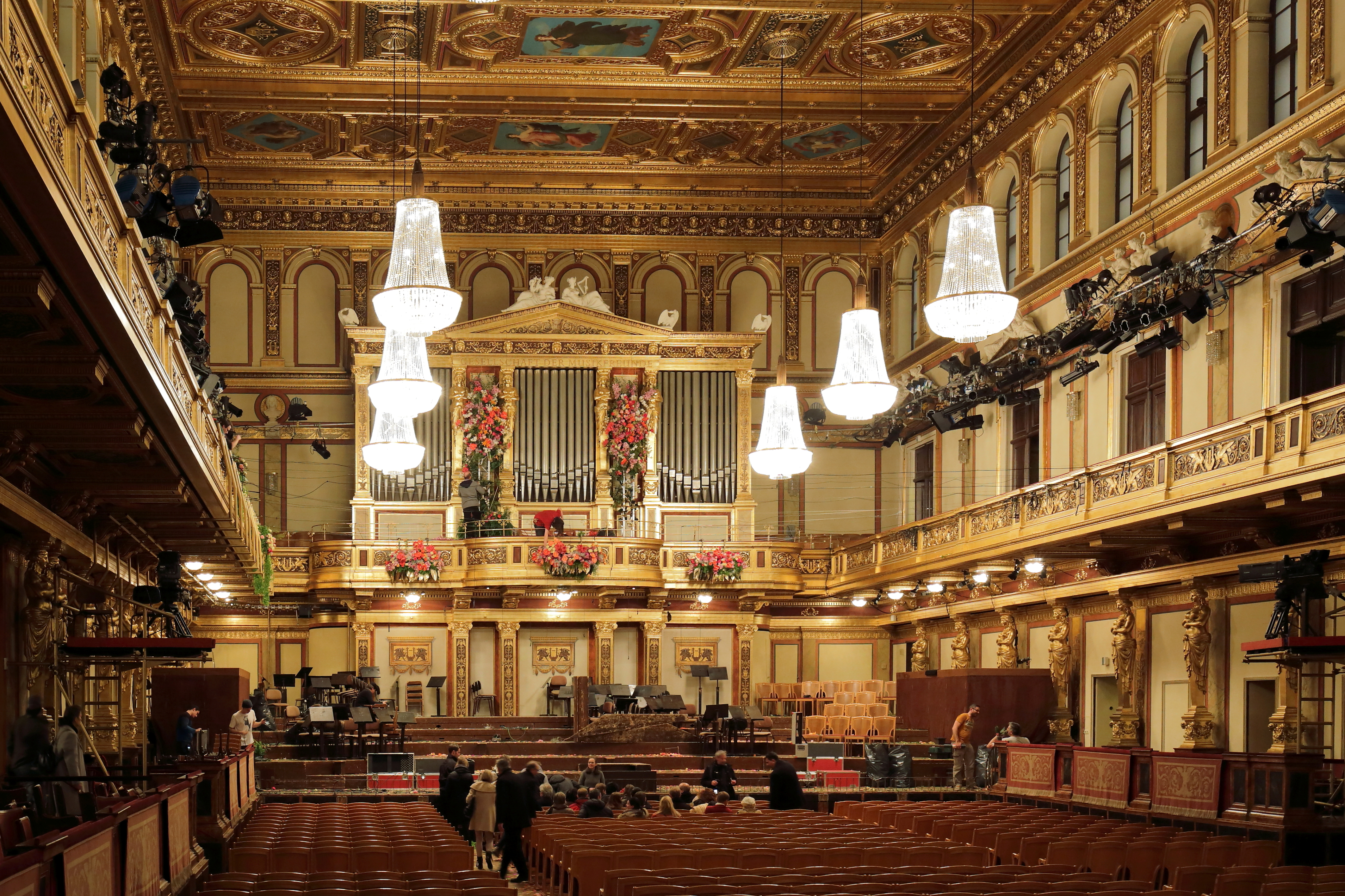
Der Festsaal im Wiener Musikvereinsgebäude (rund 2 Stunden nach dem Ende des Neujahrskonzertes 2015)

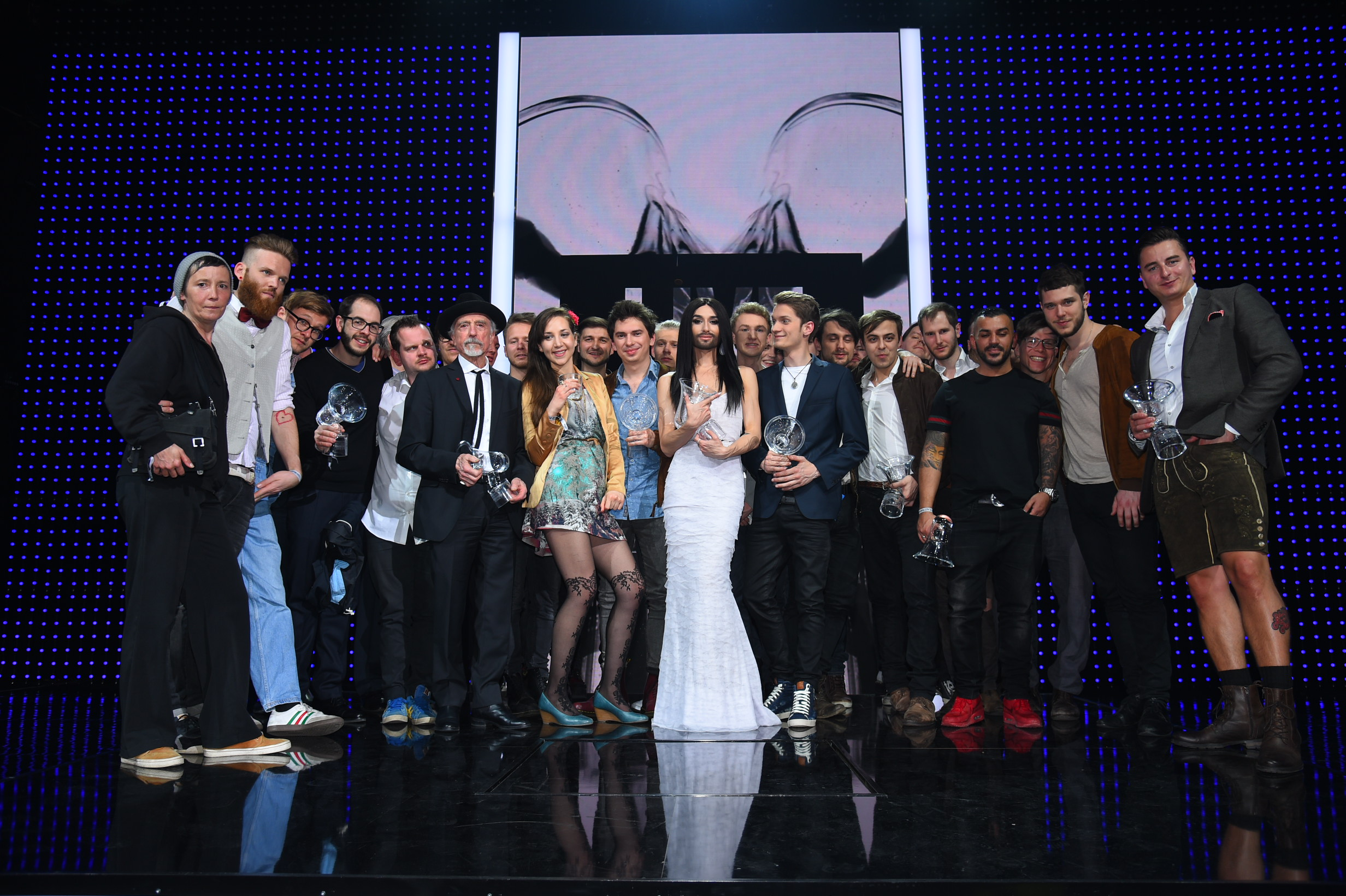
Gewinner der Amadeus Awards 2015

- 1. Jänner: Neujahrskonzert der Wiener Philharmoniker 2015
- 12. Februar: Beim Protestsongcontest gewinnt Rammelhof mit Wladimir (Put Put Putin)
- 13. März: Beim österreichischen Vorentscheid zum Song Contest 2015 gehen The Makemakes als Sieger hervor
- 29. März: Amadeus-Verleihung 2015
- 6.–11. April: Der Internationale Hilde-Zadek-Gesangswettbewerb findet zum 9. Mal in Wien statt[86][87]
- 19.–23. Mai: Eurovision Song Contest 2015 in der Wiener Stadthalle
- 4.–6. Juni: Rock in Vienna
- 4.–6. Juni: 36. Österreichisches Blasmusikfest in Wien
- 12.–14. Juni: Das Nova-Rock-Festival findet zum 11. Mal statt
- 25.–28. Juni: Woodstock der Blasmusik
- 26.–28. Juni: 32. Donauinselfest
- 23.–26. Juli: Popfest in Wien
- 14. August bis 6. September: Grafenegg Festival[88]
- 20.–22. August: FM4-Frequency-Festival
- 3. bis 13. September: Haydn Festspiele in Eisenstadt[89]
- 18. bis 20. September: Das Volkskulturfest Aufsteirern findet zum 14. Mal in Graz statt
- Liste der Nummer-eins-Hits in Österreich (2015)

## Film, Fernsehen und Radio

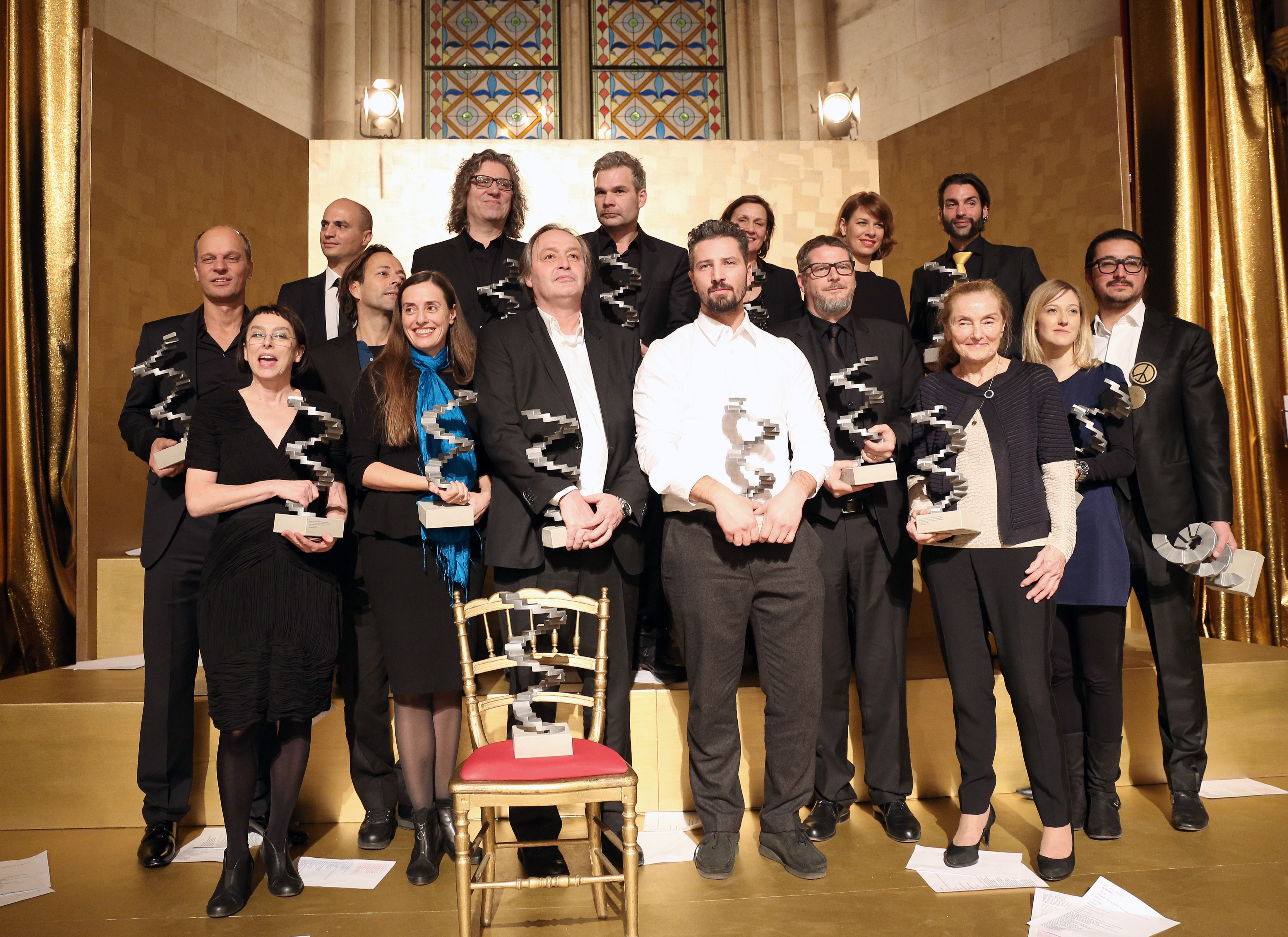
Die Preisträger des Österreichischen Filmpreises 2015 im Festsaal des Wiener Rathauses

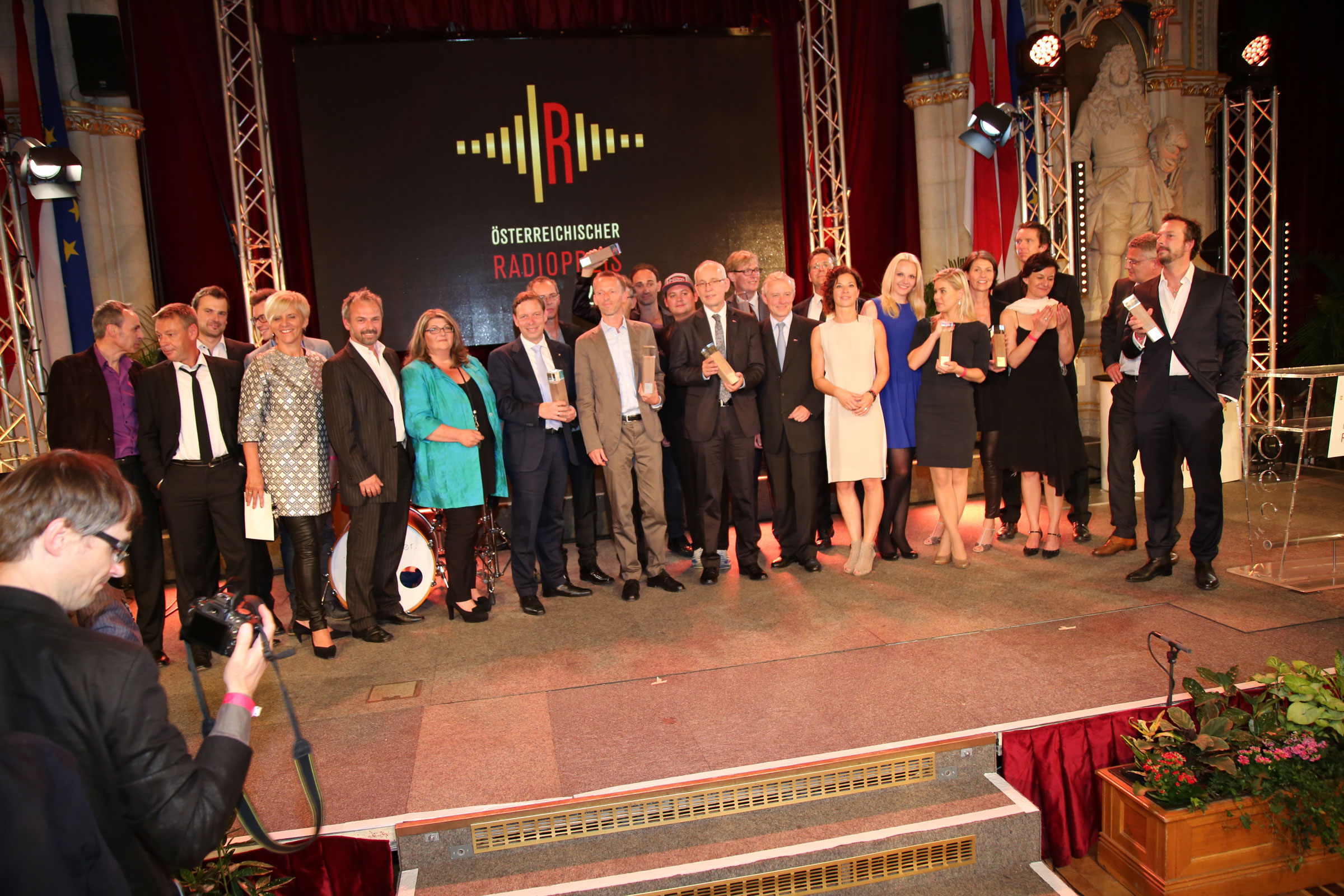
Preisträger des Österreichischen Radiopreises 2015 im Wiener Rathaus

- 12. Jänner: Beginn der Fernsehserie Vorstadtweiber
- 28. Jänner: Österreichischer Filmpreis 2015
- 11. bis 15. März: Tricky Women International Animation Filmfestival
- 17. bis 22. März: Im Rahmen des Filmfestivals Diagonale in Graz werden insgesamt 157 Filme gezeigt
- 27. März: Die ORF-Serie Altes Geld wird auf der Filmplattform der ORF-Tochter Flimmit veröffentlicht
- 25. April: Romyverleihung 2015
- 8. Mai: Bei der ORF-Sendung Die große Chance der Chöre gewinnt das achtköpfige Ensemble Piccanto aus Salzburg[90]
- 1. Juni: Beim Österreichischen Radiopreis gewinnt Dori Bauer als beste Moderatorin und Robert Kratky als bester Moderator[91]
- 12. – 18. Juni: Amateurfilmfestival Festival der Nationen in Lenzing
- 30. Juni: Premiere von Blockbuster – Das Leben ist ein Film, ein Charity-Film zugunsten der St. Anna Kinderkrebsforschung
- 4. Juli – 6. September: Film Festival auf dem Wiener Rathausplatz
- 23. Juli: Weltpremiere von Mission: Impossible – Rogue Nation in Wien
- 24. Oktober: Im Rahmen der ORF-Sendung 9 Plätze – 9 Schätze wurde der Formarinsee mit der Roten Wand zum schönsten Platz Österreichs gewählt.[92]
- Filmjahr 2015 in Österreich

### Kinostarts österreichischer Produktionen
| Datum         | Filmtitel                                     |
| ------------- | --------------------------------------------- |
| 9. Jänner     | Ich seh Ich seh                               |
| 23. Jänner    | Casanova Variations                           |
| 30. Jänner    | Gruber geht                                   |
| 30. Jänner    | Österreich: Oben und Unten                    |
| 5. März       | Das ewige Leben                               |
| 20. März      | Superwelt                                     |
| 20. März      | Über die Jahre                                |
| 27. März      | Ma Folie                                      |
| 3. April      | Gespensterjäger – Auf eisiger Spur            |
| 10. April     | Drei Eier im Glas                             |
| 24. April     | Der letzte Sommer der Reichen                 |
| 24. April     | Hubert von Goisern – Brenna tuat’s schon lang |
| 19. Juni      | Von jetzt an kein Zurück                      |
| 14. August    | Planet Ottakring                              |
| 27. August    | Der Blunzenkönig                              |
| 11. September | Jack                                          |
| 18. September | Sommer in Wien                                |
| 25. September | Chucks                                        |
| 9. Oktober    | The Visit                                     |
| 6. November   | Ritter Trenk                                  |
| 13. November  | Die Trapp Familie – Ein Leben für die Musik   |
| 20. November  | Einer von uns                                 |
| 18. Dezember  | Hilfe, ich hab meine Lehrerin geschrumpft     |

## Theater / Bühne

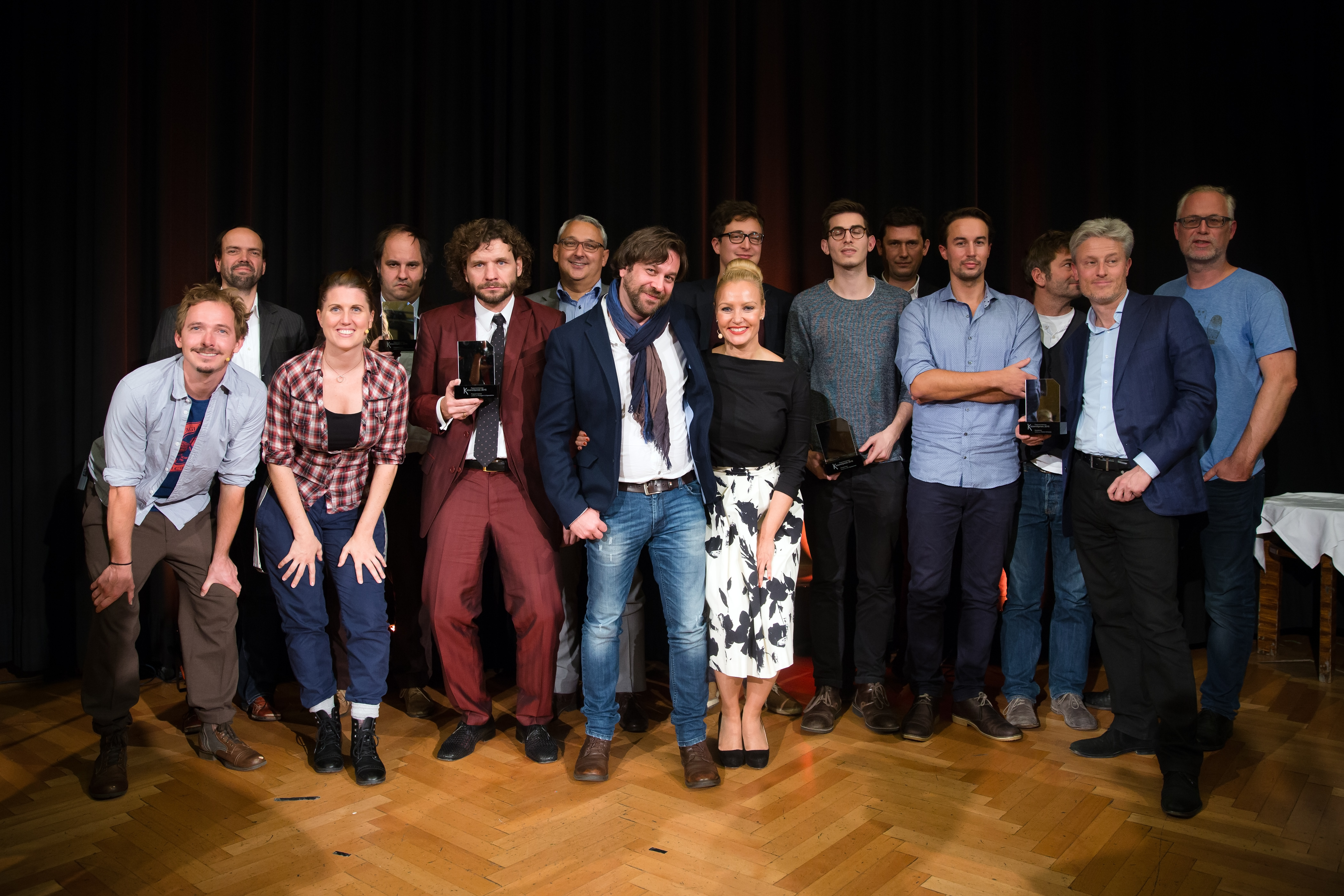
Vergabe des Österreichischen Kabarettpreises 2015

- 6. März: Die Salzburger Festspiele geben bekannt, dass die bisherige Intendantin am Landestheater Niederösterreich Bettina Hering ab 2017 die Funktion der Schauspieldirektorin der Salzburger Festspiele übernehmen wird. Sie ist die erste Frau in dieser Position.[94]
- 14. Mai – 21. Juni: Wiener Festwochen. Die Eröffnung findet erstmals mit dem Sommernachtskonzert der Wiener Philharmoniker im Schlosspark von Schönbrunn statt.
- 8. Juni: Verleihung des Österreichischen Musiktheaterpreises im Ronacher in Wien
- 9. Juli bis 2. August: Die Tiroler Festspiele Erl werden von mehr als 22.000 Personen besucht.[95]
- 18. Juli: Eröffnung der Salzburger Festspiele 2015. Bis 30. August stehen 188 Vorstellungen an 12 Spielstätten auf dem Programm.
  - Opernbesetzungen der Salzburger Festspiele 2015
  - Schauspielbesetzungen der Salzburger Festspiele 2015
- 22. Juli: Bei den Bregenzer Festspielen hat Turandot auf der Seebühne Premiere. Bis 23. August steht die Oper 26 Mal am Programm.
  - Opernbesetzungen der Bregenzer Festspiele ab 2015
- 12. August: Eröffnung der 39. Innsbrucker Festwochen der Alten Musik mit der zuletzt im 18. Jahrhundert szenisch aufgeführten Oper Il Germanico von Nicola Porpora[96]
- 25. September bis 18. Oktober: Festival für zeitgenössische Kunst Steirischer Herbst
- 2. November: Verleihung des Nestroy-Theaterpreises 2015
- 3. November: Verleihung des Österreichischen Kabarettpreises 2015
- Burgtheaterbesetzungen ab 2014
- Premierenbesetzungen der Wiener Staatsoper ab 2014 (Saison 2014/15 und 2015/16)
- Theater an der Wien:
  - Konzertante Opernaufführungen des Theaters an der Wien
  - Opernbesetzungen des Theaters an der Wien

## Gedenktage

Fest der Freude 2015

- 16. Jänner: Der österreichische Jugendkultur- und Musiksender FM4 feiert den 20. Jahrestag seines Sendebeginns[97]
- 1. und 2. Februar: Vor 70 Jahren wurden bei der sogenannten Mühlviertler Hasenjagd über 400 aus dem KZ Mauthausen entflohene Häftlinge ermordet
- 3. Februar: Vor 40 wurde die Zeit im Bild 2 zum ersten Mal ausgestrahlt
- 12. März: 650 Jahre Universität Wien
- 20. März: 100. Geburtstag von Bundespräsident Rudolf Kirchschläger
- 24. März: 250 Jahre Veterinärmedizinische Universität Wien
- 24. und 25. März: Beim Massaker von Rechnitz wurden 1945 rund 200 ungarisch-jüdische Zwangsarbeiter ermordet
- 26. März: Anlässlich des 110. Geburtstages von Viktor Frankl wird in der Wiener Mariannengasse das Viktor Frankl Museum eröffnet
- 31. März: Vor 50 Jahren wird der Widerstandskämpfer Ernst Kirchweger bei einer Demonstration gegen den antisemitischen Universitätsprofessor Taras Borodajkewycz schwer verletzt. Er erliegt am 2. April 1965 seinen Verletzungen.[98]
- 1. April: 100. Geburtstag des Schauspielers O. W. Fischer; vor 40 Jahren wurde Am dam des zum ersten Mal ausgestrahlt
- 6. und 7. April: Vor 70 Jahren fanden beim Massaker im Zuchthaus Stein und der darauf folgenden, sogenannten „Kremser Hasenjagd“ etwa 550–650 Häftlinge den Tod
- 6. bis 13. April: Vor 70 Jahren kommt es im Zuge der Wiener Operation im Wiener Stadtgebiet zu Kampfhandlungen
- 7. April: Vor 135 Jahren wurde der Kabarettist und Operetten- und Schlagerautor Fritz Grünbaum geboren
- 8. April: Vor 70 Jahren wird die Operation Radetzky aufgedeckt, mehrere Offiziere, darunter Karl Biedermann werden hingerichtet
- 12. April: Vor 70 Jahren wird der Wiener Stephansdom durch einen Brand stark beschädigt[99]
- 14. April: Vor 70 Jahren wurde der ÖAAB gegründet, die Sozialdemokratische Partei Österreichs (SPÖ) wurde neu gegründet
- 15. April: Vor 70 Jahren wurde der ÖGB gegründet[100]
- 17. April: Vor 70 Jahren wurde die Österreichische Volkspartei (ÖVP) gegründet
- 20. April: Vor 125 Jahren wurde Bundespräsident Adolf Schärf geboren
- 23. April: Vor 30 Jahren wurde der Glykolwein-Skandal aufgedeckt[101][102]
- 27. April: Vor 70 Jahren erfolgte die Proklamation über die Selbstständigkeit Österreichs sowie die Konstituierung der Provisorischen Staatsregierung unter Vorsitz von Karl Renner. Erstmals fand der Staatsakt zum Gedenken der Wiedererrichtung der Republik Österreich beim Staatsgründungsdenkmal statt.[103]
- 1. Mai: 150 Jahre Wiener Ringstraße
- 5. Mai: Gedenktag gegen Gewalt und Rassismus im Gedenken an die Opfer des Nationalsozialismus
- 8. Mai: Vor 70 Jahren endet der Zweite Weltkrieg, am Wiener Heldenplatz findet zum dritten Mal das Fest der Freude statt
- 9. Mai: 50. Todestag von Leopold Figl
- 15. Mai: Vor 60 Jahren wurde der Österreichische Staatsvertrag unterzeichnet; vor 30 Jahren wurde Rock Me Amadeus veröffentlicht[104]
- 9. Juni: Vor 200 Jahren endet der Wiener Kongress mit der Unterzeichnung der Kongressakte
- 11. Juni: Vor 20 Jahren gewinnt Thomas Muster als erster und bislang einziger Österreicher mit den French Open 1995 ein Grand-Slam-Turnier[105]
- 12. Juni: Vor 125 Jahren wurde der Maler Egon Schiele in Tulln an der Donau geboren
- 27. Juli: 650. Todestag von Rudolf IV., Herzog von Österreich
- 29. Juli: 25. Todestag von Bundeskanzler Bruno Kreisky
- 1. August: vor 60 Jahren wurde vom ORF die erste Fernsehsendung ausgestrahlt; vor 90 Jahren wurde Ernst Jandl geboren
- 3. August: vor 80 Jahren wurde die Großglockner-Hochalpenstraße eröffnet; vor 110 Jahren wurde Kardinal Franz König geboren
- 13. August: 150. Todestag des Arztes Ignaz Semmelweis
- 23. August: 150. Todestag des Malers Ferdinand Georg Waldmüller
- 7. September: Vor 40 Jahren gewann Niki Lauda seinen ersten Weltmeistertitel[106]
- 15. September: Vor 70 Jahren wurde der Komponist Anton Webern von einem US-amerikanischen Soldaten erschossen[107]
- 20. September: 450 Jahre Spanische Hofreitschule
- 4. Oktober: 150 Jahre Straßenbahn Wien
- 14. Oktober: Vor 60 Jahren wurde das Burgtheater mit König Ottokars Glück und Ende wiedereröffnet
- 19. Oktober: Vor 90 Jahren wurde Eisenstadt zum Sitz der burgenländischen Landesregierung und damit de facto zur Landeshauptstadt bestimmt[108]
- 26. Oktober: Nationalfeiertag
- 4. November: 175 Jahre Montanuniversität Leoben
- 5. November: Vor 60 Jahren wurde die Wiener Staatsoper mit der Oper Fidelio wiedereröffnet
- 6. November: 200 Jahre Technische Universität Wien

## Auswahl bekannter Verstorbener

### Jänner
- 3. Jänner: Kurt Kuch, Investigativjournalist und Aufdecker für das Nachrichtenmagazin News
- 9. Jänner: Emil Breisach, Schriftsteller, 1968–1988 Landes-Intendant des ORF-Landesstudio Steiermark und Mitbegründer des Festivals Steirischer Herbst
- 14. Jänner: Lotte Hass, Tauchpionierin
- 17. Jänner: Paul Kaufmann, Schriftsteller, Politiker und Mitbegründer des Festivals Steirischer Herbst
- 17. Jänner: Peter Schleicher, Austropopper
- 18. Jänner: Vera Kottek, Tischtennisspielerin
- 21. Jänner: Waldemar Kmentt, Tenor an der Wiener Staatsoper
- 24. Jänner: Hilde Schwarzkopf, Eigentümerin der Plansee Group
- 29. Jänner: Walter Glechner, Kapitän des SK Rapid Wien und österreichischer Nationalspieler
- 30. Jänner: Carl Djerassi, Chemiker und Erfinder der Antibabypille

### Februar
- 1. Februar: Heinz Karbus, Architekt
- 17. Februar: Oswald Fuchs, Schauspieler und Regisseur
- 20. Februar: Friedrich Zawrel, Opfer des Nationalsozialismus
- 22. Februar: Charles Kálmán, Film- und Bühnenkomponist
- 23. Februar: Erwin Fischer, ORF-Moderator

### März
- 1. März: Franz Hums, SPÖ-Sozialminister von 1995 bis 1997
- 7. März: Michael Mohapp, Schauspieler und Kabarettist
- 19. März: Berthold Mayr, Medienpfarrer
- 26. März: Karl Moik, Fernsehmoderator und Entertainer

### April
- 3. April: Traute Foresti, Lyrikerin, ORF (Welt des Buches, ex libris)
- 14. April: Franz Kreuzer, Bundesminister für Gesundheit und Umweltschutz von 1985 bis 1987
- 16. April: Eduard Koblmüller, Extrembergsteiger
- 18. April: Giselbert Hoke, Maler und Grafiker
- 20. April: Frederic Morton, Schriftsteller
- 23. April: Hans Klecatsky, Bundesminister für Justiz von 1966 bis 1970

### Mai
- 4. Mai: Wolfgang Suppan, Musikwissenschaftler
- 8. Mai: Franz Grabmayr, Maler
- 11. Mai: Gideon Singer, Schauspieler
- 29. Mai: Käthe Recheis, Kinder- und Jugendbuchautorin
- 29. Mai: Bernd Schilcher, Bildungsexperte, Politiker und Hochschullehrer
- 30. Mai: Christiane Sorell, Sopranistin an der Wiener Volksoper
- 31. Mai: Karl Wlaschek, Gründer der österreichischen Handelskette Billa

### Juni
- 2. Juni: Günther Schneider-Siemssen, Chefbühnenbildner der Österreichischen Bundestheater
- 7. Juni: Roland Ertl, Architekt
- 12. Juni: Franz Wilhelm, Solotänzer der Wiener Staatsoper
- 13. Juni: Rudolf Buczolich, Schauspieler und Intendant
- 14. Juni: Walter Weller, Konzertmeister der Wiener Philharmoniker, Dirigent
- 22. Juni: Irma Schwager, Widerstandskämpferin
- 23. Juni: Helmuth Lohner, Schauspieler und Theaterregisseur
- 27. Juni: Gerd Bacher, ORF-Generalintendant
- 28. Juni: Ludwig Steiner, Staatssekretär und Nationalratsabgeordneter

### Juli
- 8. Juli: Joe Rappold, ORF-Radiomoderator (Ö3-Wecker, Joe’s Nachtclub, Radio Wien)
- 9. Juli: Josef Hopferwieser, Opernsänger (Tenor)
- 12. Juli: Richard Trenkwalder, Gründer der Trenkwalder Personaldienste und Trenkwalder International
- 20. Juli: Katharina Cortolezis-Schlager, Nationalratsabgeordnete, Wiener Stadträtin
- 21. Juli: Günter Fronius, Gründer der Fronius International
- 24. Juli: Ernst Trost, Journalist und Buchautor
- 25. Juli: Josef Staudinger, Präsident der Kammer für Arbeiter und Angestellte für Niederösterreich
- 29. Juli: Leo Wallner, Präsident des ÖOC und Generaldirektor der Casinos Austria

### August
- 3. August: Kurt Lukasek, Politiker
- 9. August: Thomas Schüler, Schauspieler
- 16. August: Paul Weiland, Superintendent der evangelischen Kirche in Niederösterreich
- 17. August: Peter Janisch, Schauspieler, Regisseur, Intendant und Gründer der Festspiele Gutenstein
- 20. August: Peter Brandstätter, Kunstmaler
- 26. August: Peter Kern, Regisseur und Schauspieler

### September
- 1. September: Hans Seidel, Leiter des WIFO von 1973 bis 1981 und des IHS von 1984 bis 1990
- 5. September: Karl Mang, Architekt
- 13. September: Fritz Kaindl, Kardiologe, Initiator der Aktion Schach dem Herztod
- 13. September: Carl E. Schorske, Historiker, Ehrenbürger der Stadt Wien
- 19. September: Georg Eder, Erzbischof von Salzburg
- 21. September: Karl Lausecker, Bundesminister für Verkehr von 1977 bis 1984
- 26. September: Walter Kamper, Pianist und Hochschullehrer
- 29. September: Jean Margulies, Politiker und Gewerkschaftsfunktionär

### Oktober
- 1. Oktober: Gottfried Schatz, Biochemiker
- 7. Oktober: Roman Schliesser, Gesellschaftsreporter und Kolumnist der Kronenzeitung
- 19. Oktober: Ena Kadić, Miss Austria 2013
- 26. Oktober: Birgit Doll, Schauspielerin und Theaterregisseurin

### November
- 9. November: Ernst Fuchs, Maler
- 24. November: Heinz Oberhummer, Physiker und Mitglied der Science Busters
- 28. November: Luc Bondy, Intendant der Wiener Festwochen von 2002 bis 2013

### Dezember
- 8. Dezember: Herbert Prikopa, ORF-Moderator (Auch Spaß muss sein), Dirigent und Pianist
- 9. Dezember: Soshana, Malerin
- 19. Dezember: Erwin Reiter, Bildhauer und Maler
- 22. Dezember: Freda Meissner-Blau, Mitbegründerin der österreichischen Grünen
- 24. Dezember: Roland Kenda, Ensemblemitglied des Wiener Burgtheaters

### Galerie der Verstorbenen

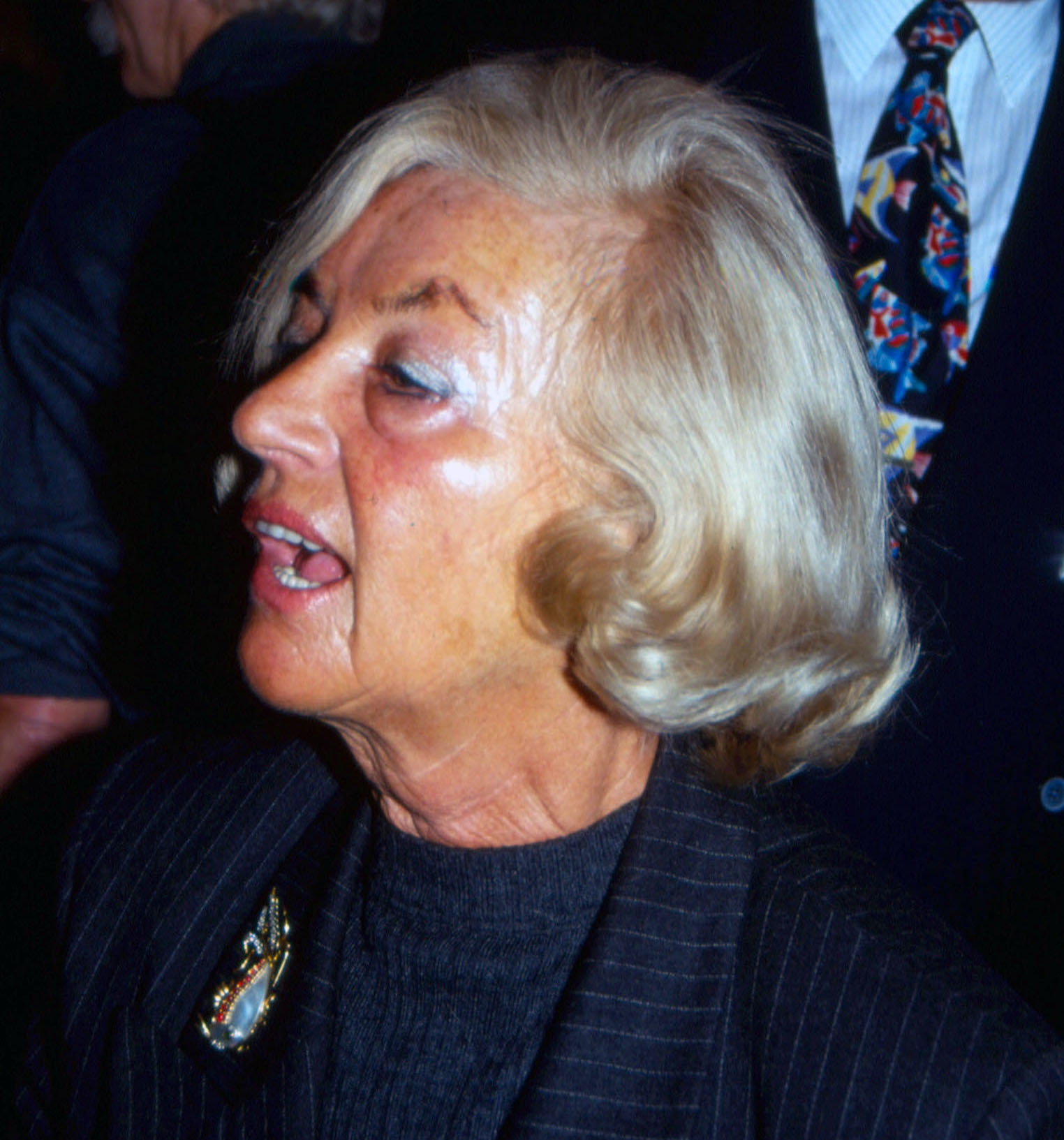
14. Jänner: Lotte Hass (2004)
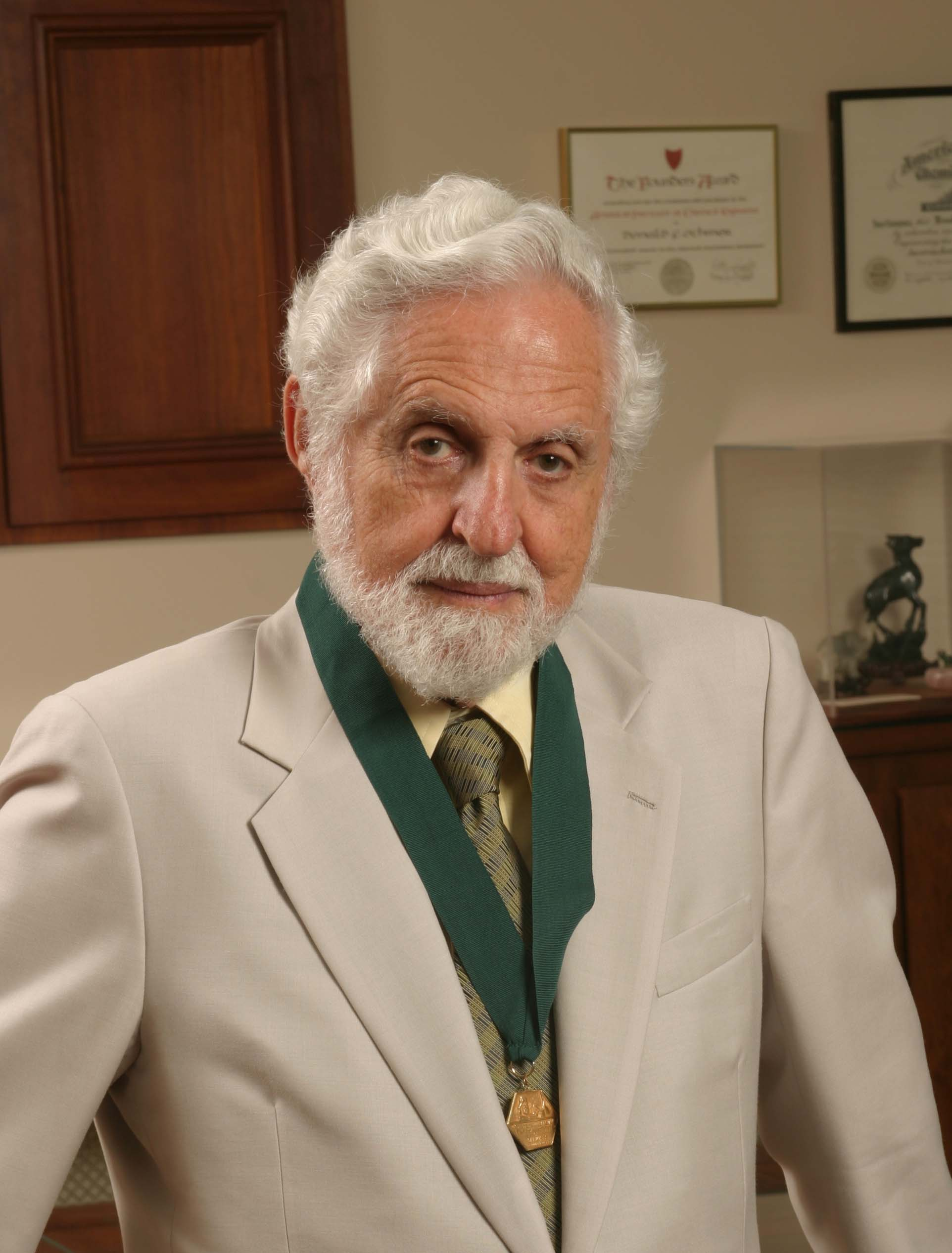
30. Jänner: Carl Djerassi (2004)
1. Februar: Heinz Karbus (2002)
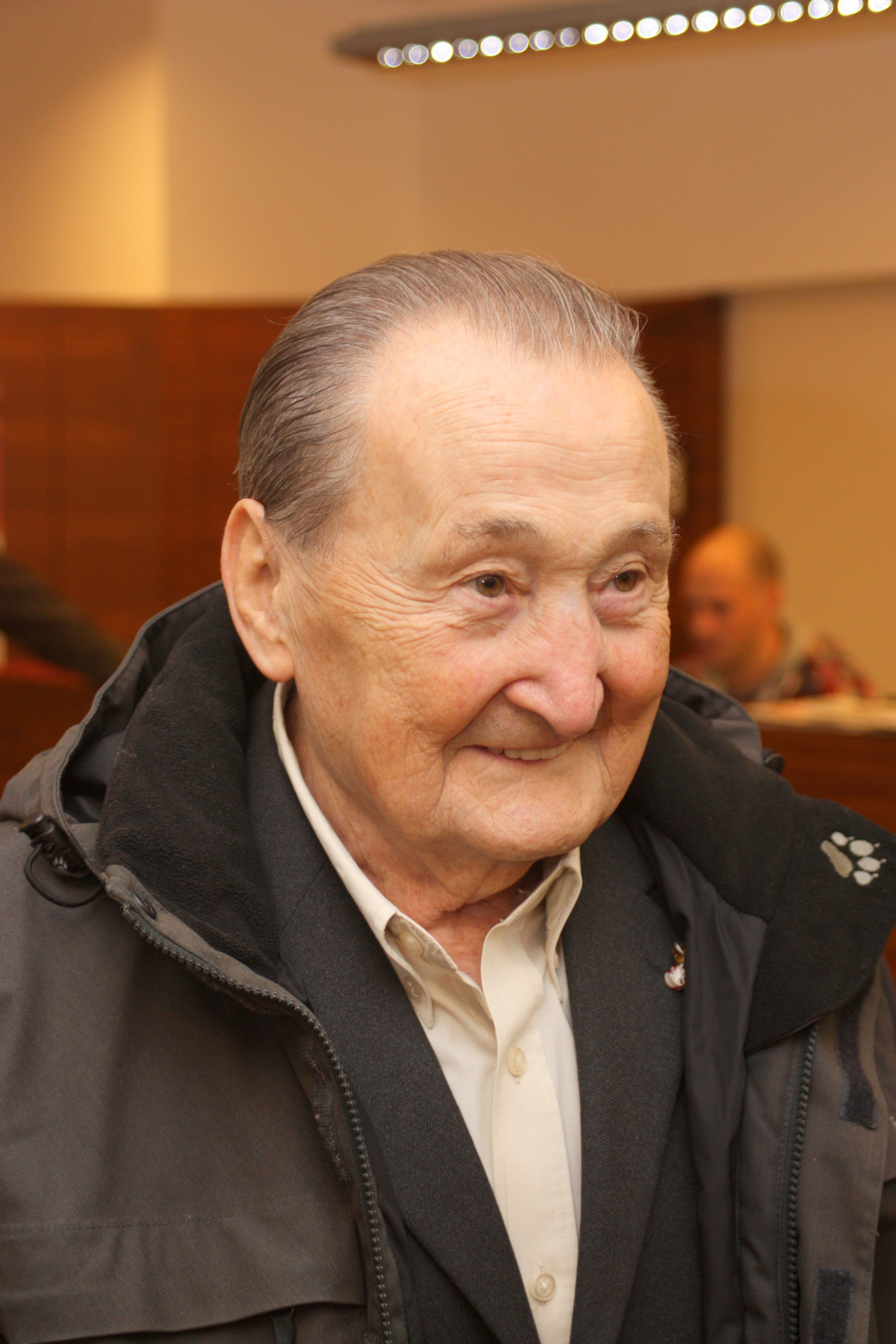
20. Februar: Friedrich Zawrel (2013)
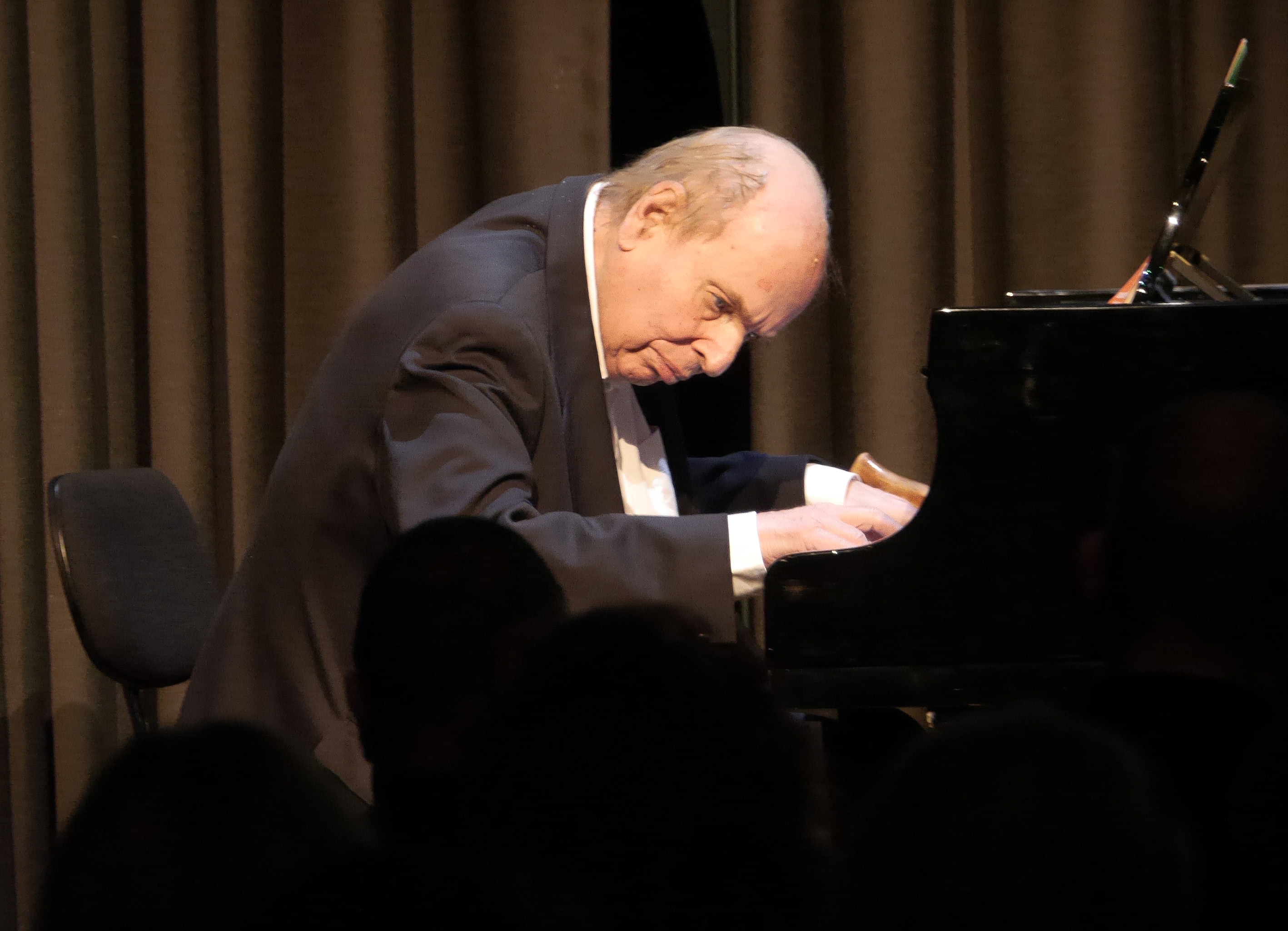
22. Februar: Charles Kálmán (2014)
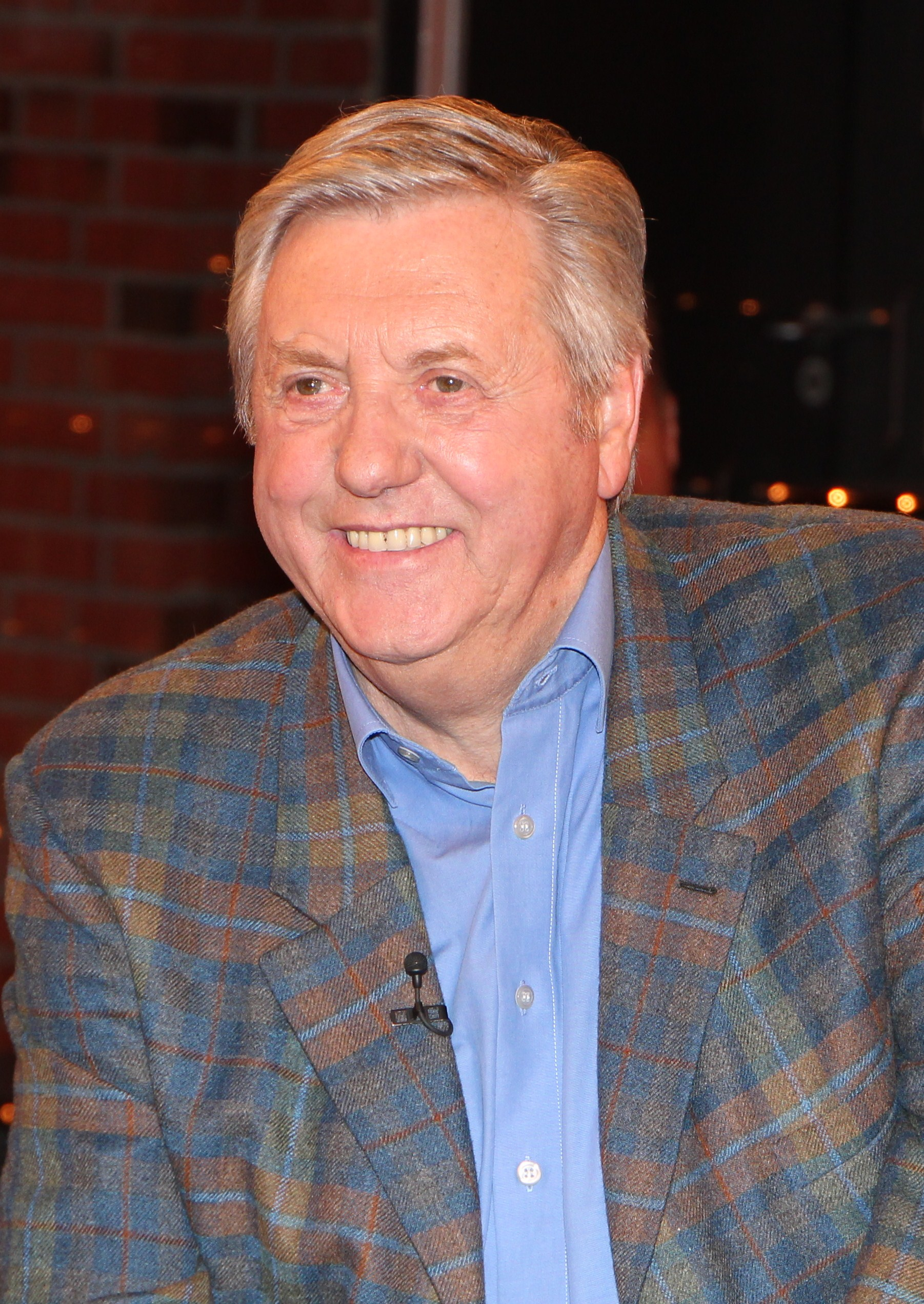
26. März: Karl Moik (2011)
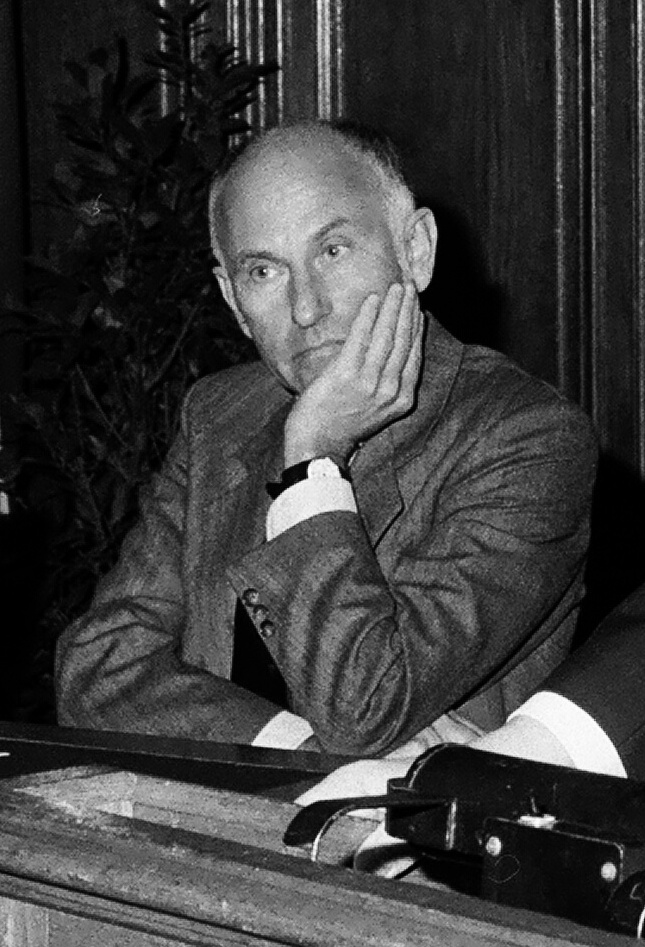
14. April: Franz Kreuzer (1987)
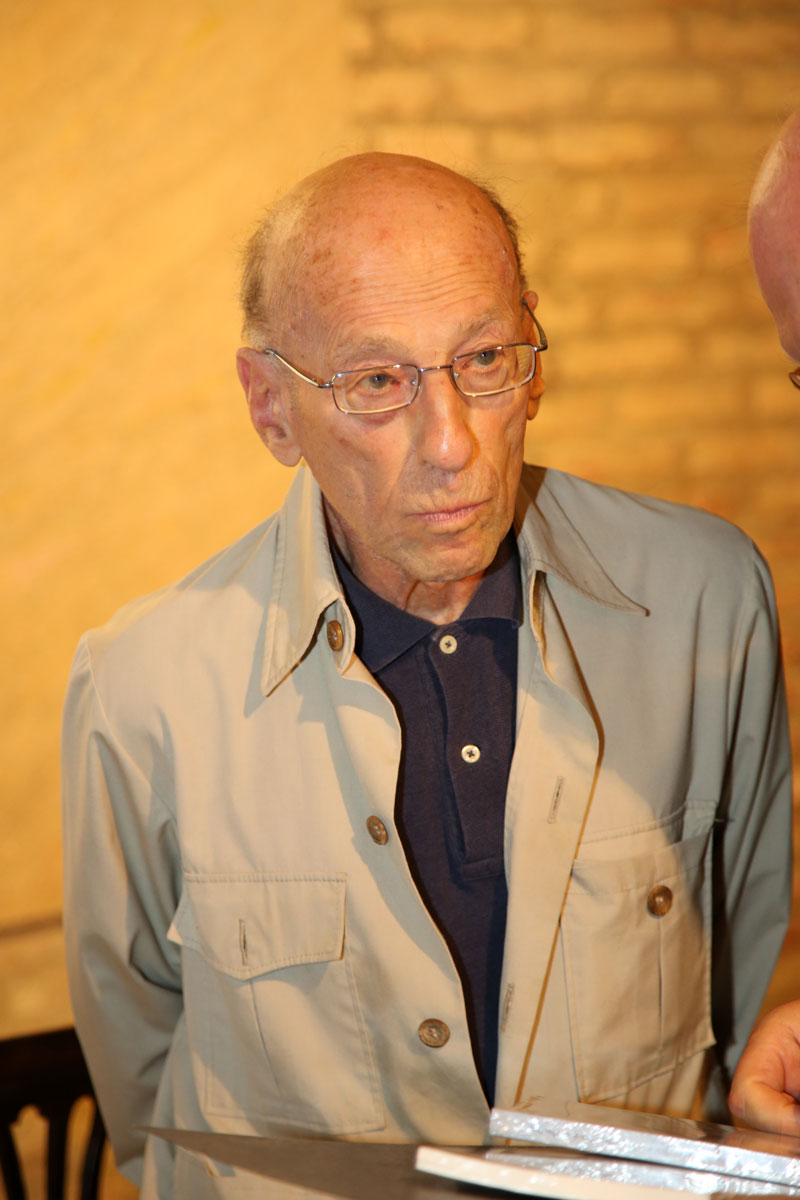
20. April: Frederic Morton (2013)
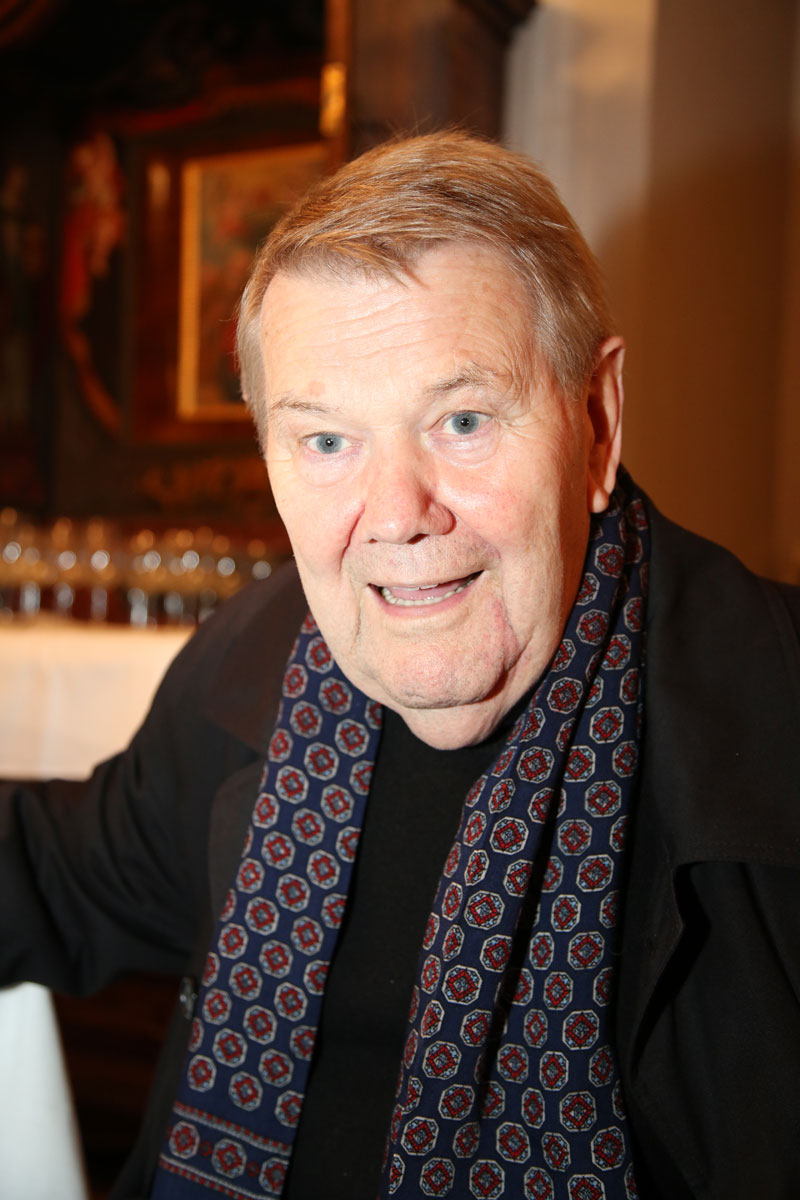
13. Juni: Rudolf Buczolich (2013)
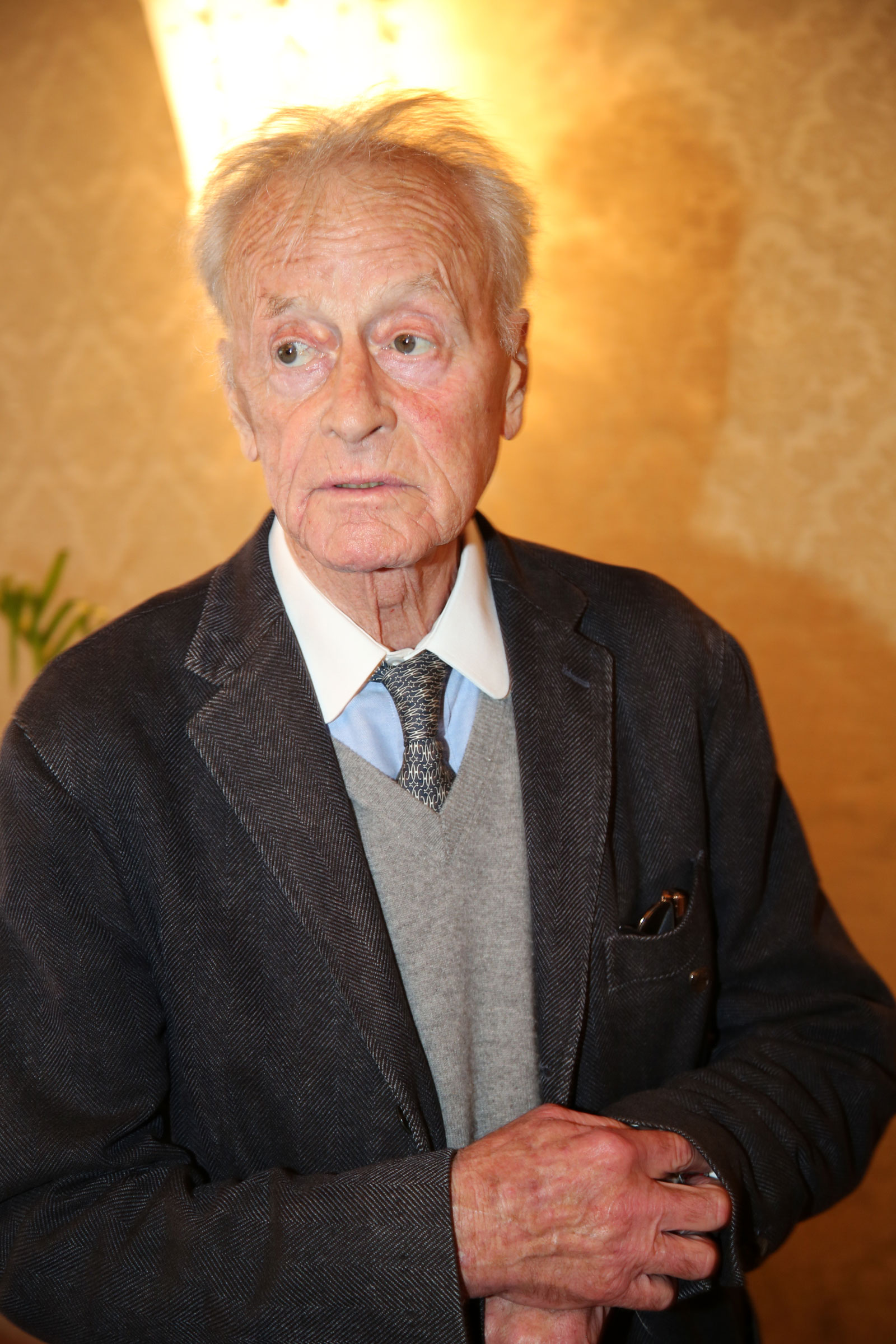
23. Juni: Helmuth Lohner (2015)
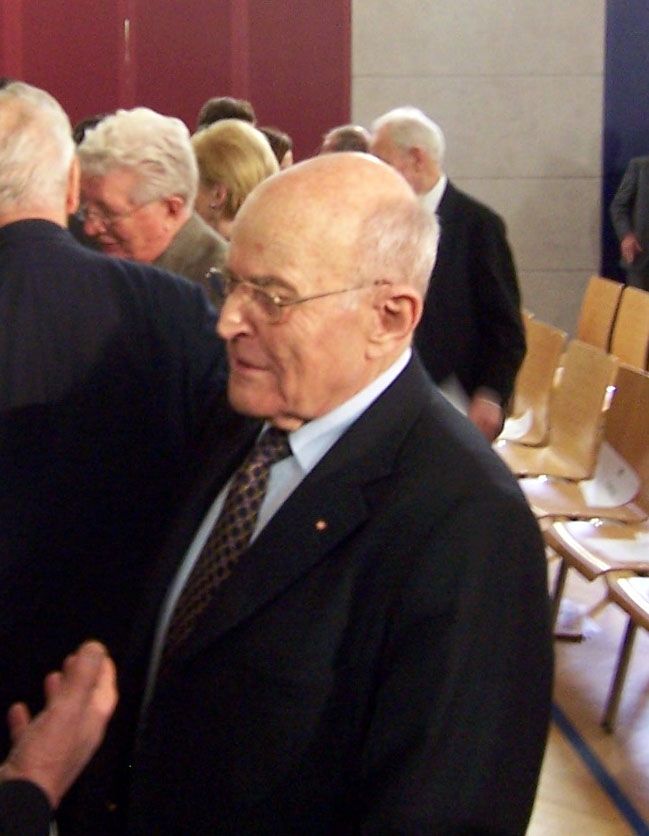
28. Juni: Ludwig Steiner (2008)
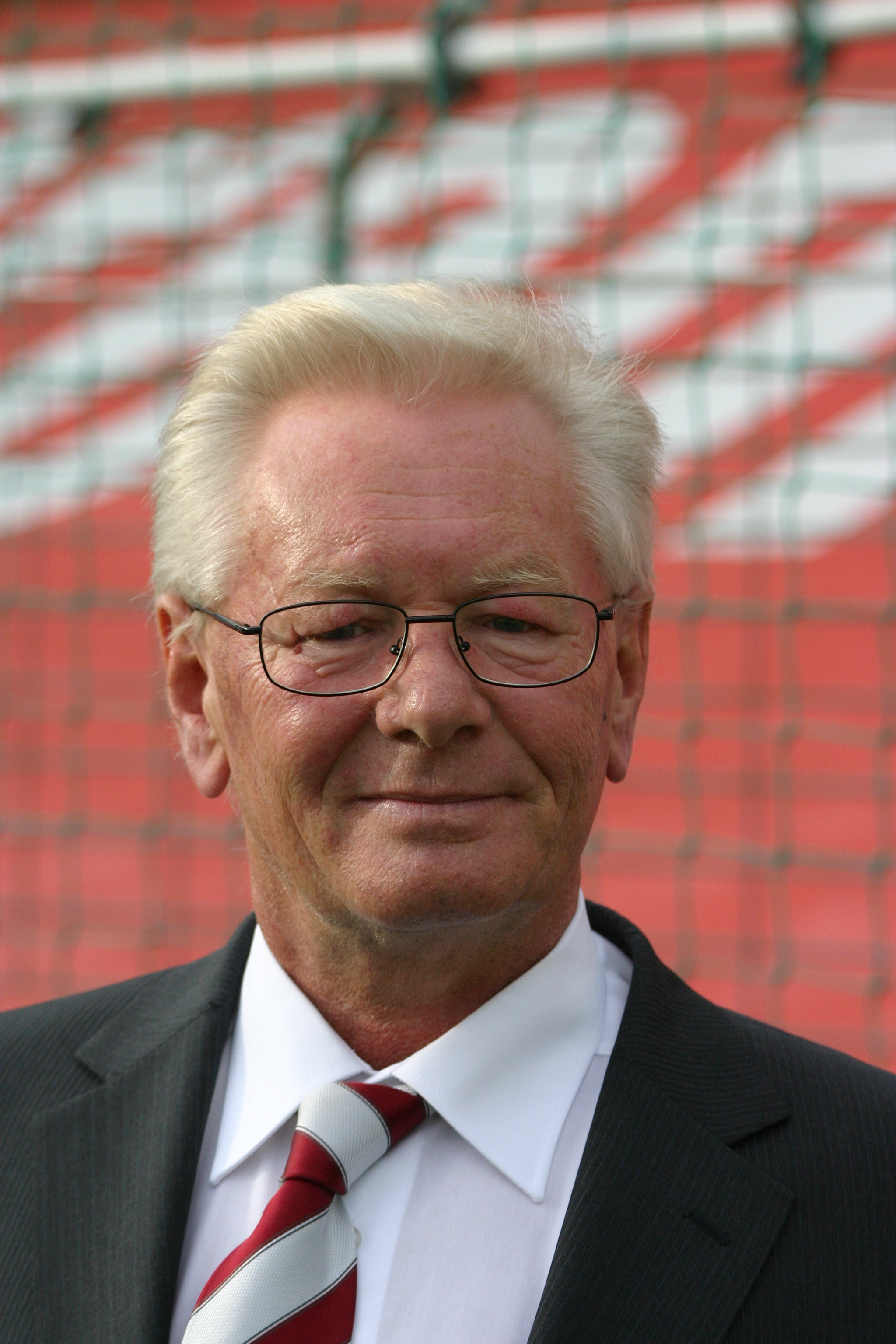
12. Juli: Richard Trenkwalder (2008)
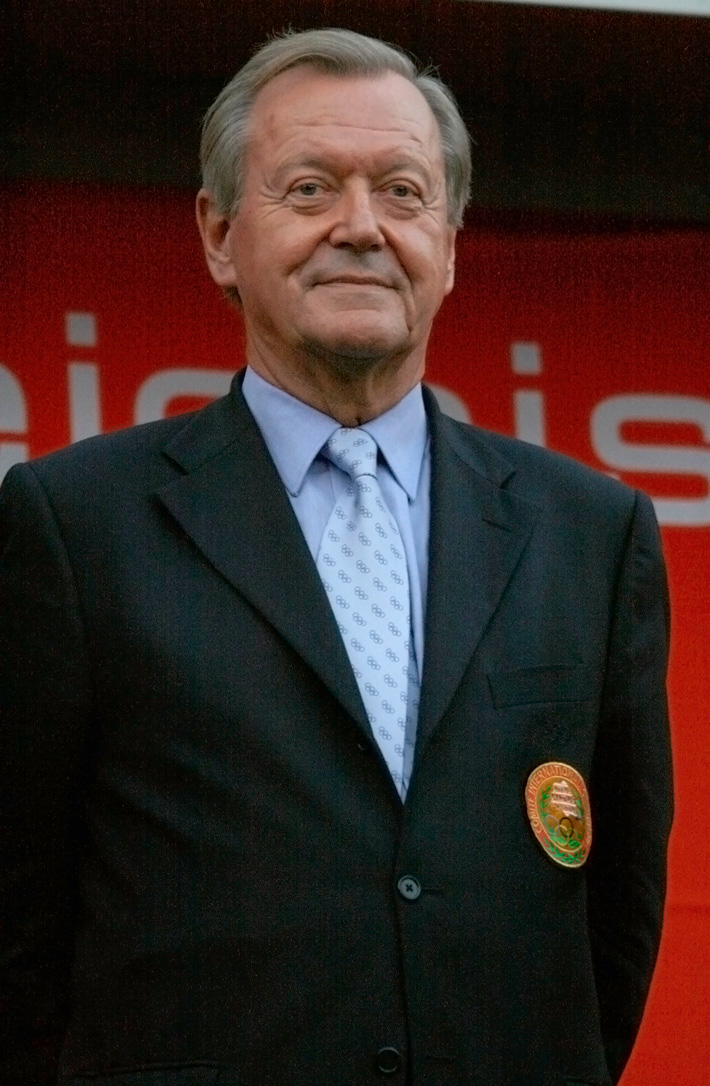
29. Juli: Leo Wallner (2008)
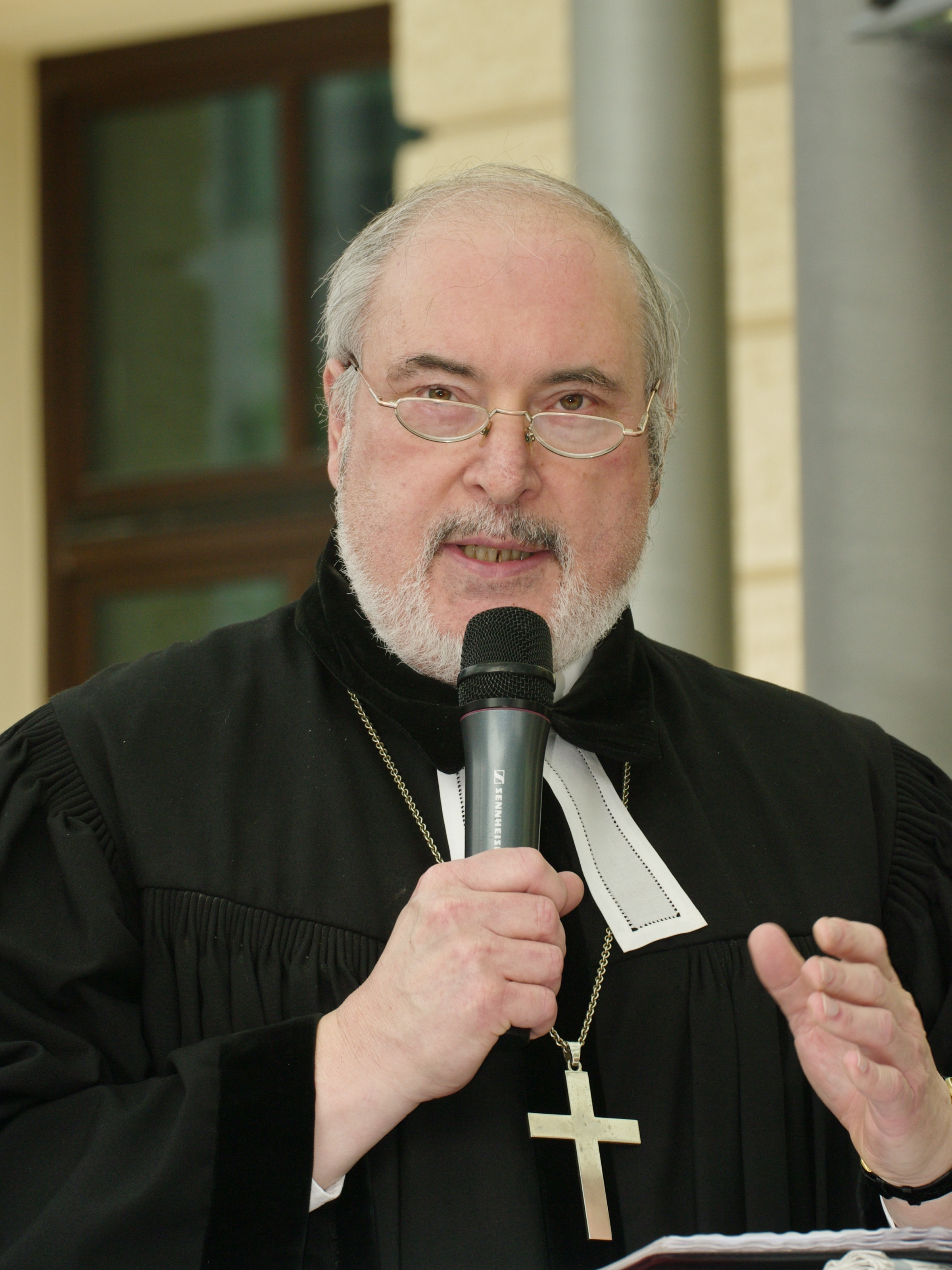
16. August: Paul Weiland (2010)
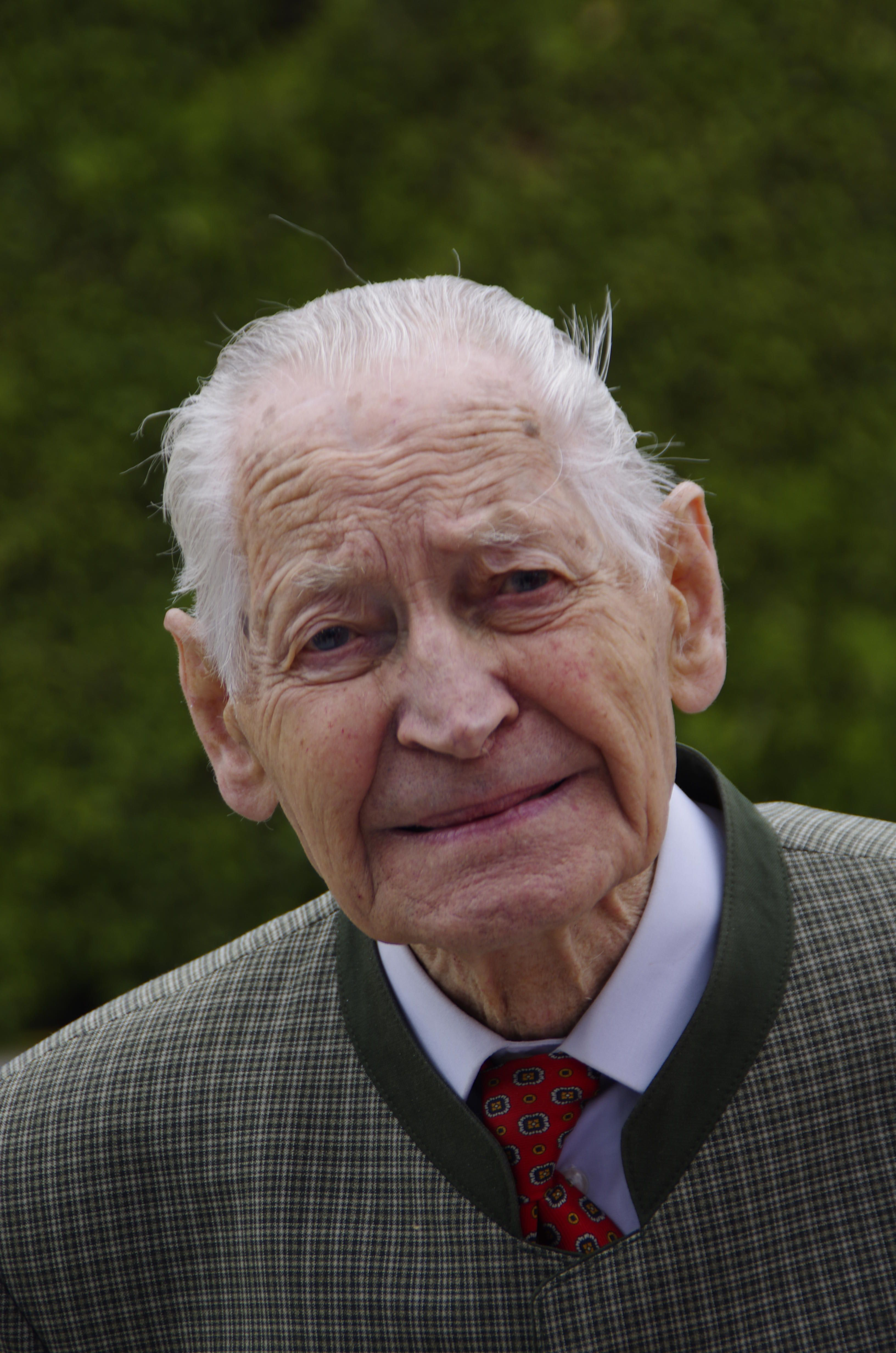
20. August: Peter Brandstätter (2014)
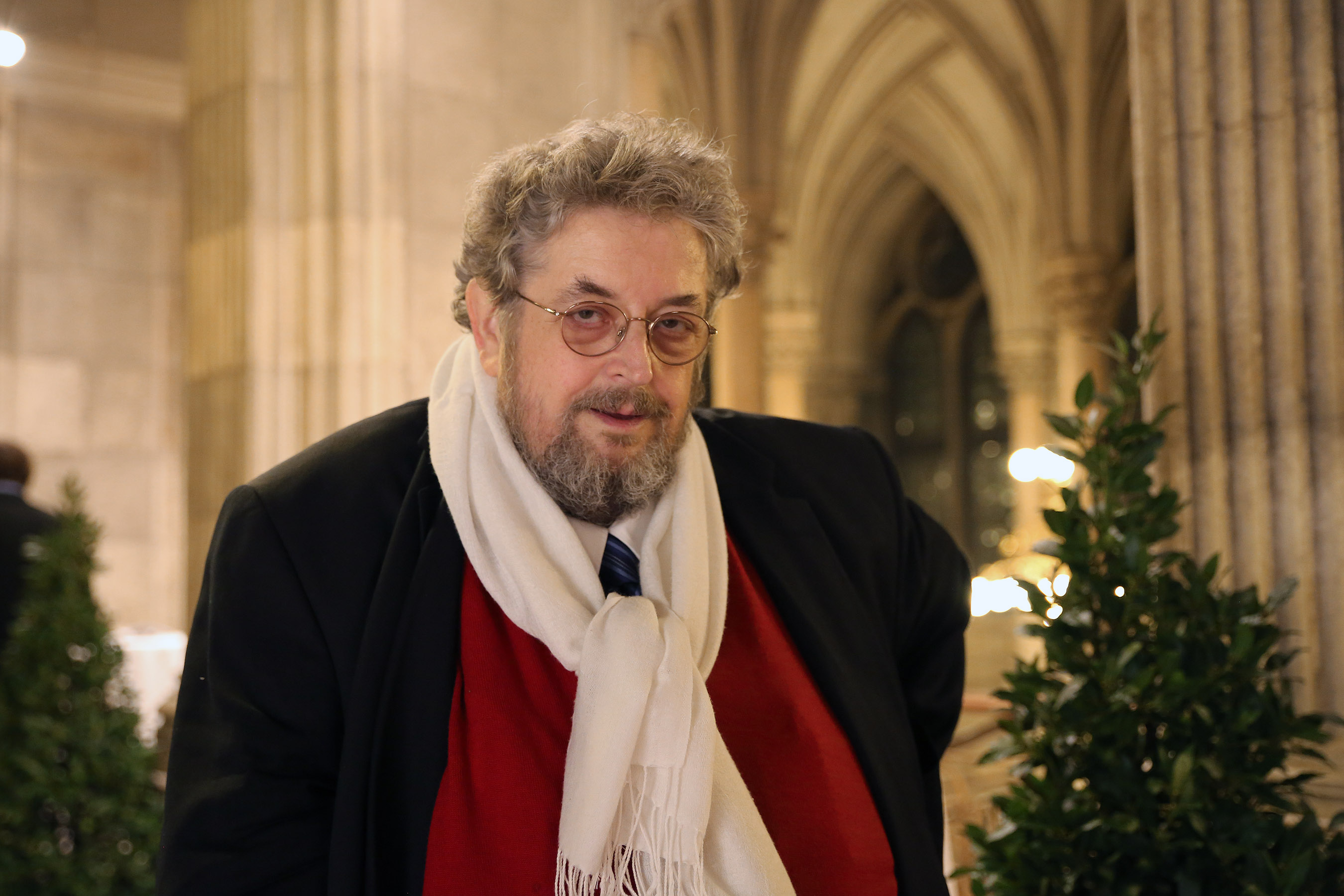
26. August: Peter Kern (2013)
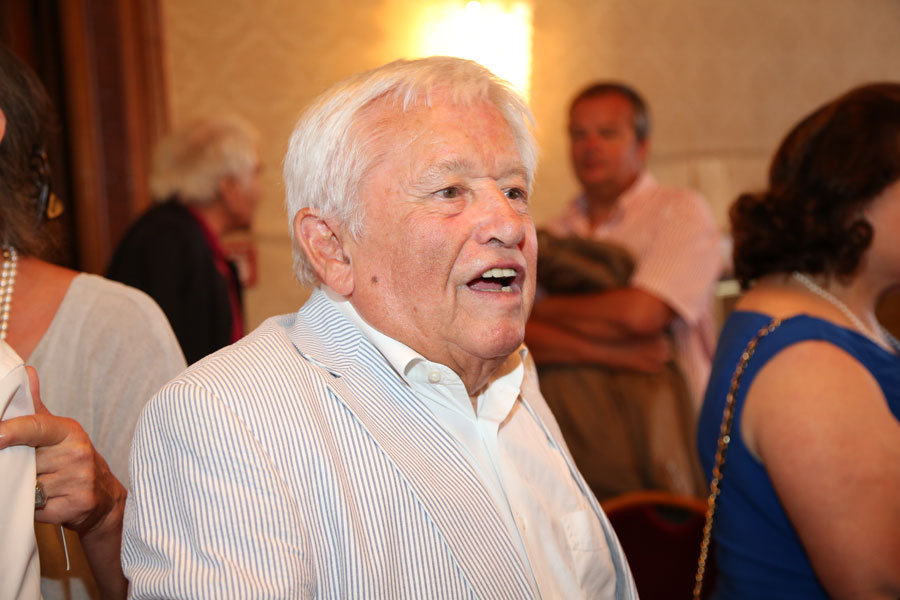
7. Oktober: Roman Schliesser (2013)
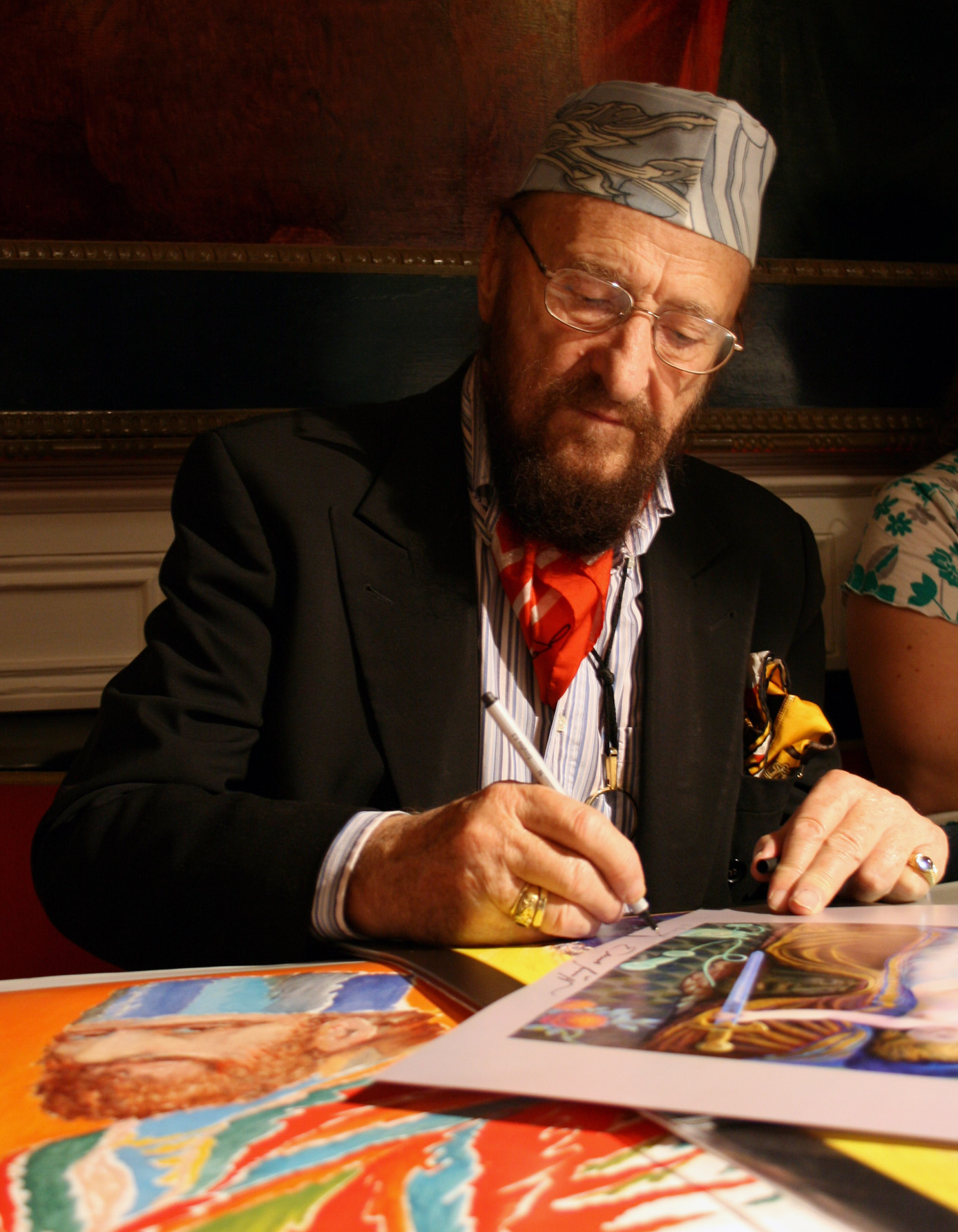
9. November: Ernst Fuchs (2007)
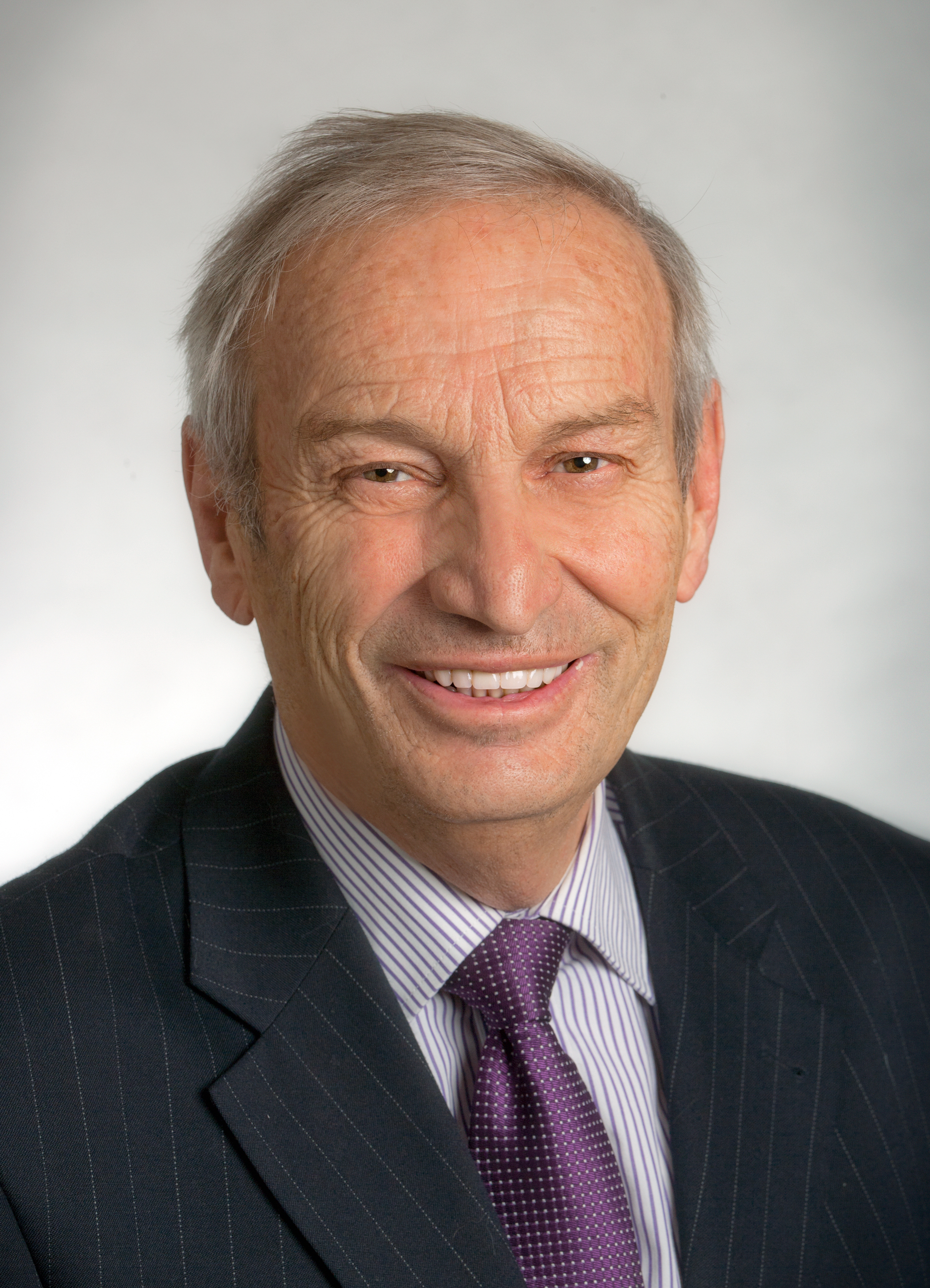
24. November: Heinz Oberhummer (2011)
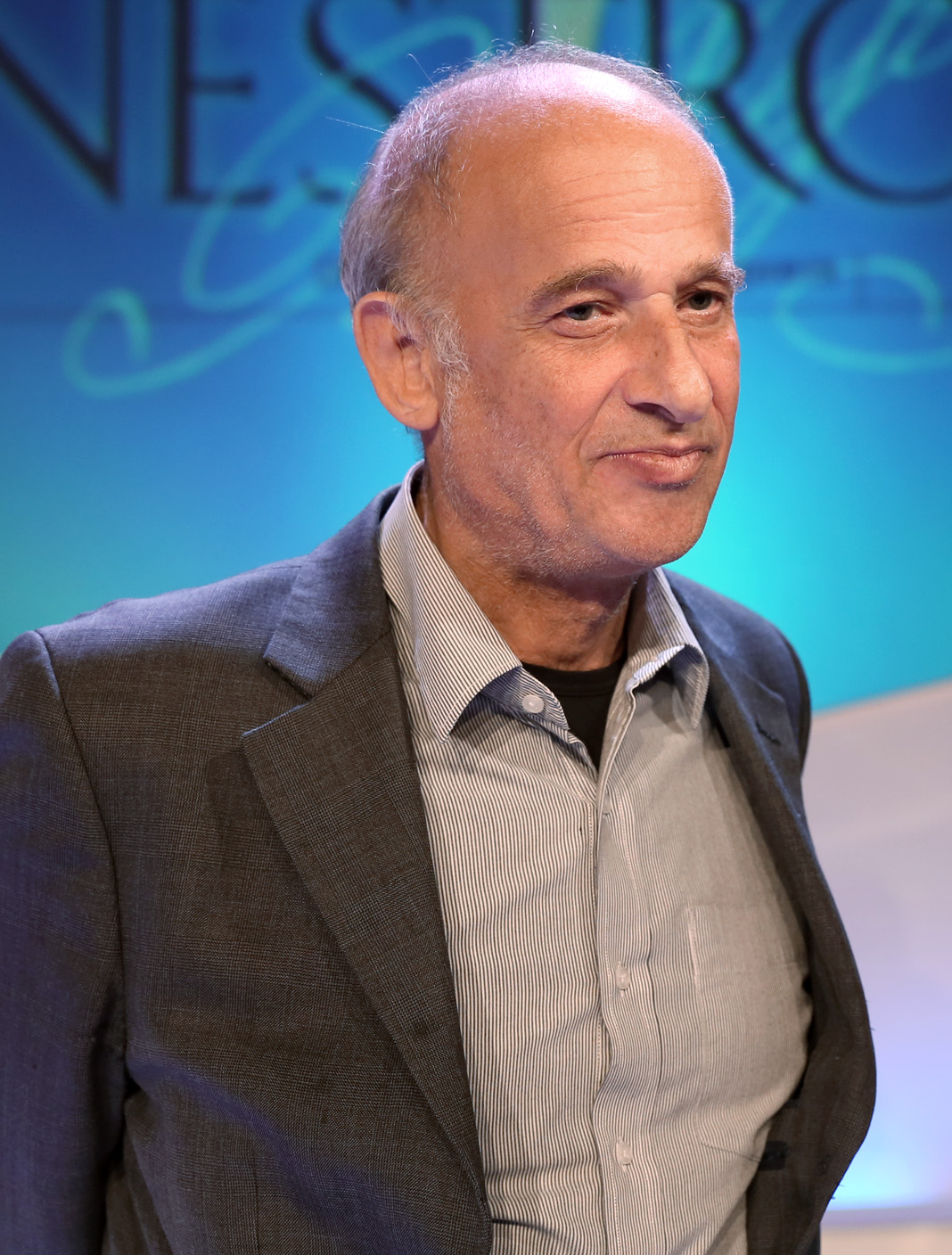
28. November: Luc Bondy (2013)
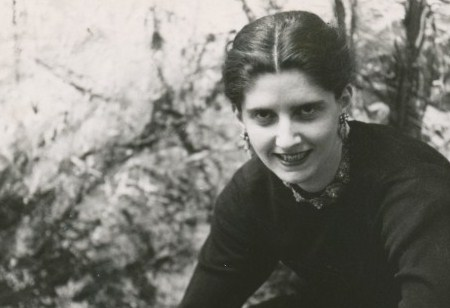
9. Dezember: Soshana (1956)
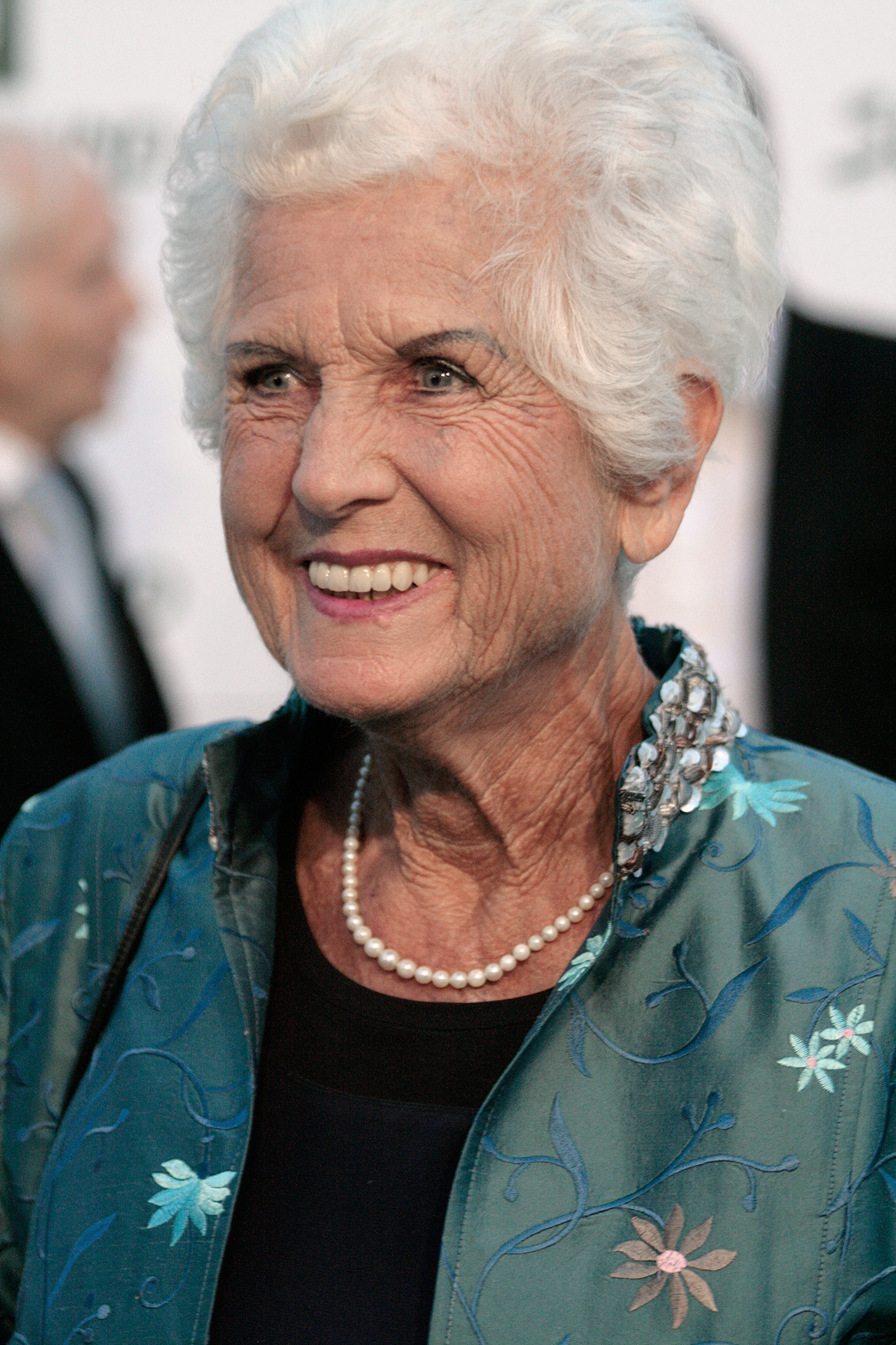
22. Dezember: Freda Meissner-Blau (2009)